# Walden ou la Vie dans les bois
Vous lisez un « article de qualité » labellisé en 2011.
Walden ou la Vie dans les bois (titre original Walden; or, Life in the Woods) est un récit publié en 1854 par l'écrivain américain Henry David Thoreau (1817-1862).
Le livre relate son séjour dans la forêt de son ami et mentor Ralph Waldo Emerson, où il habita une cabane durant deux ans, deux mois et deux jours aux abords de l'étang de Walden (Walden Pond), près de sa famille et ses amis qui résidaient à Concord au Massachusetts.
Walden est écrit de telle façon que le séjour semble durer un an seulement. La narration suit les changements de saisons et Thoreau présente ses pensées, observations et spéculations. Il dévoile également comment, au contact de l'élément naturel, l'individu peut se renouveler et se métamorphoser, prendre conscience enfin de la nécessité de fonder toute action et toute éthique sur le rythme des éléments.
Walden n'est ni un roman, ni une autobiographie, ni un journal naturaliste. Sa dimension critique à l'encontre du monde occidental en fait un véritable pamphlet. La part de l'imagination est considérable et Thoreau consacre de nombreuses scènes à décrire l'étang de Walden mais aussi les animaux et la façon dont les gens le considèrent du fait de son isolement, tout en dégageant des conclusions philosophiques. Ces longs passages concernant la nature appartiennent à la tradition transcendantaliste et appellent à refondre l'éthique.
Plus d'un siècle plus tard, Walden reste une œuvre phare de la littérature américaine et l'ouvrage fondateur du genre littéraire du nature writing. La pensée écologiste moderne voit également en Walden le roman du retour à la nature et de la conscience environnementale. Les observations et spéculations de Thoreau font en effet de la nature, dans le récit, un protagoniste à part entière. Walden est enfin la lente introspection de Thoreau, le fil directeur d'une recherche de sens dans un monde de plus en plus marqué par l'industrialisation et la transformation de l'espace.
Il existe plus de 200 traductions de Walden à travers le monde. L'ouvrage a été traduit en français en 1922 par Louis Fabulet (1862-1933) et redécouvert en France lors des événements de mai 68. Il demeure l'un des livres de référence de la pensée écologiste, voire libertaire. Il a inspiré Walden Two, roman dystopique et uchronique de B. F. Skinner (1948). En 2017, Walden ou la Vie dans les bois a été retraduit par Jacques Mailhos et republié par Gallmeister.

## Retraite àWalden Pond

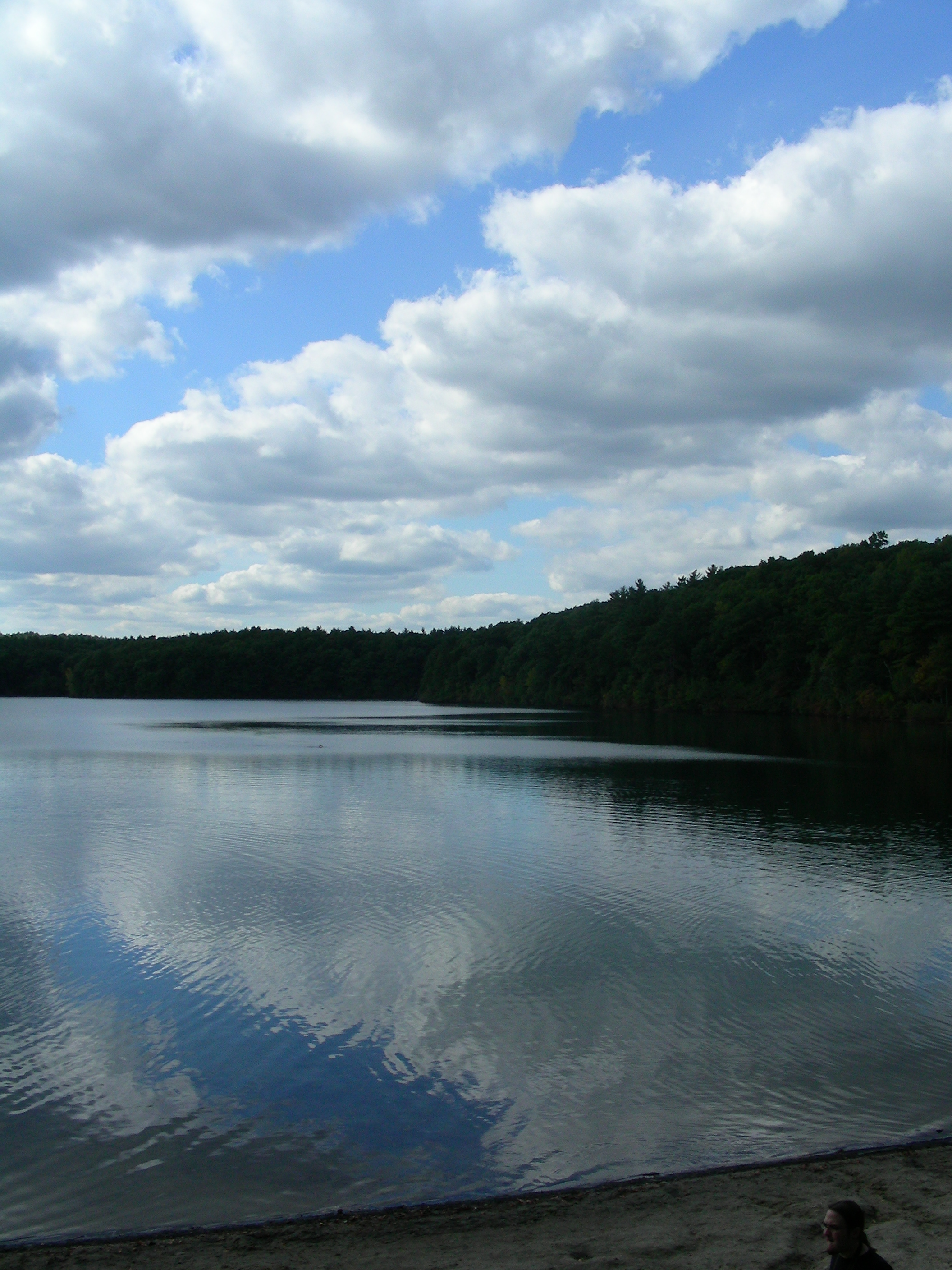
L'étang de Walden.

« Un lac est le trait le plus beau et le plus expressif du paysage. C'est l'œil de la terre, où le spectateur, en y plongeant le sien, sonde la profondeur de sa propre nature. »

— Chapitre IX, « Les étangs »

### Choix deWalden Pond
Fin 1844, le philosophe Ralph Waldo Emerson, ami et mentor de Thoreau, achète un terrain autour de l'étang de Walden (situé à Concord, dans le Massachusetts, aux États-Unis) et le met à sa disposition. Thoreau souhaite en effet se retirer au calme pour écrire, bien qu'il ne demeure pas toujours seul ; de nombreux amis (dont William Ellery Channing qui séjourne avec lui à l'automne 1845) ainsi que des admirateurs lui rendent souvent visite,. D'après Michel Granger, Thoreau se retire à Walden Pond car il a cherché à disparaître momentanément de Concord, sa ville natale. Avec son ami Edward Hoar, en mars 1844, il a en effet mis le feu par inadvertance à une partie de la forêt voisine. D'autre part et outre cette volonté de redevenir respectable, « la plus forte motivation de Thoreau était de nature historique : il voulait reconstituer sa « demeure dans l'état où elle était il y a trois siècles » avant l'irruption de l'homme blanc sur le sol américain ». Toutefois, selon Leo Stoller, c'est un profond dégoût pour la société des hommes, et particulièrement pour les habitants de Concord, qui conduit Thoreau à « refuser leur existence occupée à poursuivre la subsistance quotidienne, pervertissant de fait leur liberté dans le désespoir ».
Le choix de Thoreau se porte donc sur l'étang de Walden, car il constitue un lieu ni trop à l'écart ni trop proche du monde des hommes. De plus, il en connaît l'existence depuis son enfance et l'étang demeure pour lui un lieu mystérieux. Il se retire donc dans une clairière sur une de ses rives, « lieu intermédiaire à la fois emmuré » (Walled-in selon son expression) et suffisamment vaste pour qu’il dispose d’une marge protectrice, mais ne soit pas pour autant séparé de la nature par une barrière. Dans cet espace (baptisé en sa mémoire Thoreau's Cove), remarque Michel Granger, « l’humain et le non-humain s’interpénètrent » et le lieu est propice aux personnifications romantiques (ainsi les aiguilles de pin, par exemple, se dilatent pour lui témoigner leur sympathie lorsqu'il s'y installe).

### «Deux ans, deux mois, deux jours»
En mars 1845, Thoreau commence donc la fabrication d'une cabane de pin. Ses dimensions sont de 3 × 4,5 m soit 13 m2. Elle est située sur les rives de l'étang, à 2,4 km de sa maison natale. Il dort dans sa cabane dès la nuit du 4 juillet 1845, jour anniversaire de la Déclaration d’Indépendance aux États-Unis. Pour Michel Granger, il s'agit de « l'acte fondateur de sa célébrité [qui] tient à la décision de s'installer un peu à l'écart de Concord en 1845 : il s'est déplacé hors du village, s'est excentré symboliquement ». Si Thoreau fait tout pour donner une impression d'éloignement d'avec le monde des hommes, il n'en est en réalité rien puisque sa cabane ne se situe qu'à 1 mile de Concord. Mais ce déplacement « suffit à le sortir de l’ornière sociale dans laquelle il souffre d’un manque de liberté ». Il ne s'agit alors pas d'une fugue (l'écrivain vivait auparavant chez son père) ou d'une vie d'ermite (puisque Thoreau revenait souvent voir ses amis) mais d'un choix délibéré. C'est le début d'une expérience qui dure « deux ans, deux mois et deux jours », menée en autarcie et pendant laquelle Thoreau lit, écrit, étudie la nature et cultive ses propres légumes. Il a ainsi planté un hectare de pommes de terre, de fèves, de blé et de maïs.

« Je possède ainsi une maison recouverte étroitement de bardeaux et de plâtre, de dix pieds de large sur quinze de long, aux jambages de huit pieds, pourvue d'un grenier et d'un appentis, d'une grande fenêtre de chaque côté, de deux trappes, d'une porte à l'extrémité, et d'une cheminée de briques en face. »

— Chapitre I, « Économie »

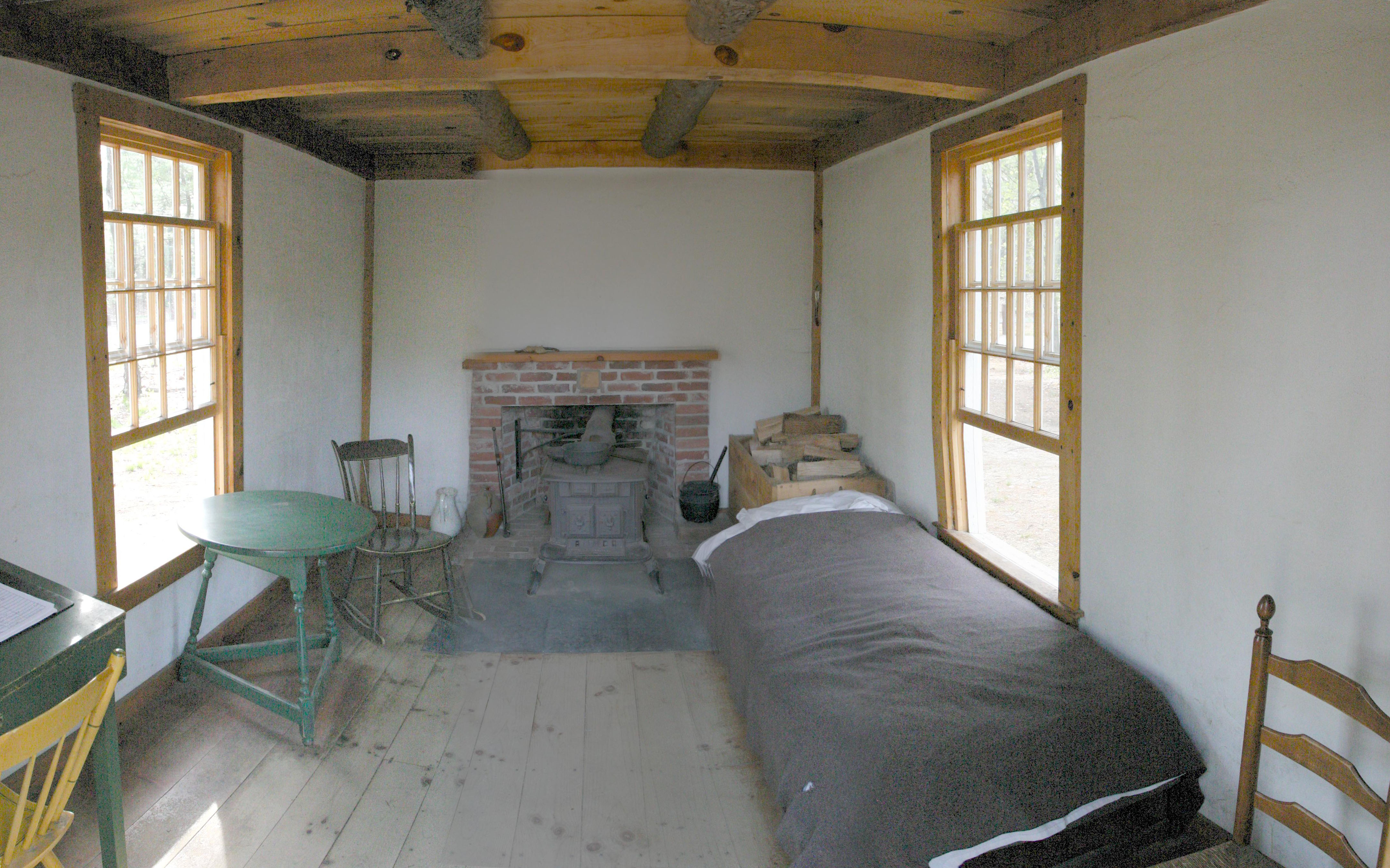

Thoreau quitte définitivement sa retraite de Walden Pond le 6 septembre 1847. Le sentiment d'avoir renouvelé son existence au contact de l'élément naturel l'a orienté vers un véritable engagement écologiste. Après 1850, selon Donald Worster, « paradoxalement, il était encore plus proche de la nature qu'à Walden. » Le Thoreau d'après Walden est davantage radical, appelant à la lutte armée contre l'État américain qui justifie l'esclavagisme. Les conclusions obtenues lors de son séjour à Walden Pond se transformeront en un véritable réquisitoire social dans Remarks After the Hanging of John Brown (1859) puis à la violence dans La Désobéissance civile. Les parts d'ombre demeurent cependant, quant à la réalité de l'expérience vécue mais aussi quant aux raisons de sa venue et de son départ de l'étang. Une version de Walden, de 1852, montre qu'il ne sait pas pourquoi il avait voulu vivre dans les bois, prétextant sans conviction un « sentiment de stagner », ; il « omet en effet de préciser les raisons du retour à Concord ».

### Vie à Walden
Lors de son séjour à Walden Pond, Thoreau tient son journal à partir duquel il écrit Walden ou la Vie dans les bois. Il débute aussi la rédaction de Une Semaine sur les rivières Concord et Merrimack (A Week on the Concord and Merrimack Rivers, 1849), son premier succès littéraire et son premier écrit témoin d'« une quête d'autonomie » et qui doit être aussi une commémoration de son frère John, mort en 1842. L'écriture de Walden prendra plusieurs années et cumulera huit versions manuscrites. Thoreau veut vivre simplement, et seul, dans les bois, y mener « une vie de simplicité, d'indépendance, de magnanimité, et de confiance », mettre en application son « principe d'extra-vagance. » Toutefois, l'authenticité de l'expérience réellement solitaire de Thoreau a été remise en cause. En effet, selon Michel Granger, le « lecteur peut tomber dans l'illusion créée par l'écriture [et] croire que Thoreau vivait en sauvage alors qu'il allait tous les jours à Concord voir ses amis et que les bois étaient fréquentés et exploités ». Il prône l'autodiscipline, du corps et de l'esprit. Thoreau refuse de chasser les animaux sauvages ou de consommer de leur viande. En plus d'être abstème et adepte du végétarisme, de refuser de fumer, de boire et de renoncer au thé et au café, il fait l'éloge de la chasteté et du travail. Walden se pense ainsi pour Thoreau comme la « leçon [qu'il] est concevable, et même essentiel, que tous les hommes parviennent à leur pleine dignité d'êtres humains sans se couper de leurs racines naturelles, ni oublier leur place naturelle sur la terre ».
L'ascèse est de chaque instant à Walden si bien que, lors de son éloge funèbre, son ami Ralph Waldo Emerson qualifie Thoreau de « célibataire [bachelor] de la pensée et de la nature ». La vie à Walden a donc tout d'une « aventure philosophique et mystique » et Thoreau y « oscille entre épicurisme et stoïcisme ». En cela, il est proche du philosophe romain Musonius Rufus, mais aussi de Goethe ou Jean-Jacques Rousseau selon Pierre Hadot. Mais Thoreau n'est pas seulement un contemplatif. Ses activités sont principalement tournées vers l'observation et la compréhension des phénomènes naturels comme la profondeur ou l'origine hydrologique de l'étang, ou les effets d'optique de la glace, par l'étude de la faune et de la flore également.

## Composition deWalden

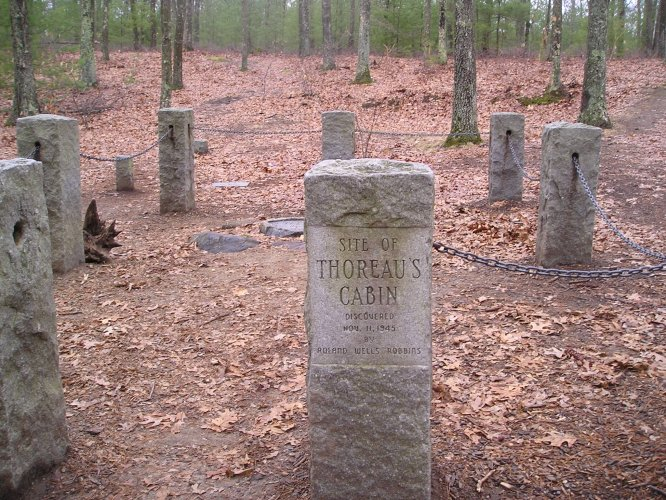
Lieu où Thoreau édifia sa hutte.

### Chapitres
Walden se compose de 18 chapitres alternant récit autobiographique, réflexions tendant vers l'essai, poèmes et descriptions naturalistes.
I - Économie (« Economy »)
C'est le premier chapitre et aussi le plus long de l'ouvrage. Thoreau présente son projet : passer deux ans et deux mois dans une cabane rudimentaire dans les bois près de l'étang de Walden Pond. Il le fait, dit-il, afin d'illustrer les avantages spirituels d'un mode de vie simplifiée. Il y précise les quatre nécessités de la vie selon lui (Nourriture, Abri, Vêtements, et Combustible). Il enregistre minutieusement ses dépenses et ses revenus pour construire sa maison et acheter et cultiver sa nourriture, démontrant sa compréhension de l'« économie ». Pour une maison et pour sa liberté, il ne lui en coûtera par conséquent, calcule-t-il, que 28,12 $.
Paragraphe complémentaire (« Complemental Verses ») : ce chapitre se compose entièrement d'un poème, Les Prétentions de la pauvreté (The Pretensions of Poverty), du poète anglais du XVIIe siècle, Thomas Carew. Le poème critique ceux qui pensent que leur pauvreté leur donne une sorte de morale facilement gagnée ainsi qu'une supériorité intellectuelle.
II - Où je vécus, et ce pour quoi je vécus (« Where I Lived, and What I Lived For »)
Après avoir songé à acheter une ferme, Thoreau décrit l'emplacement de sa cabane. Puis il explique pourquoi il a décidé de séjourner dans les bois de Walden : « Je gagnai les bois parce que je voulais vivre suivant mûre réflexion, n'affronter que les actes essentiels de la vie, et voir si je ne pourrais apprendre ce qu'elle avait à enseigner, non pas, quand je viendrais à mourir, découvrir que je n'avais pas vécu. Je ne voulais pas vivre ce qui n'était pas la vie, la vie nous est si chère ; plus que ne voulais pratiquer la résignation, s'il n'était tout à fait nécessaire. Ce qu'il me fallait, c'était vivre abondamment, sucer toute la moelle de la vie. »
III - Lecture (Reading)
Thoreau explique les bienfaits de la lecture, celle de la littérature classique (de préférence en version originale grecque ou latine) et déplore l'absence de sophistication à Concord, qui se manifeste par la trop grande importance de la littérature populaire. Il aspire à une époque utopique dans laquelle toute la Nouvelle-Angleterre soutiendrait des Sages pour éduquer et, par conséquent, ennoblir la population.
IV - Bruits (Sounds)
Thoreau ouvre ce chapitre par une mise en garde contre une trop grande importance accordée à la littérature comme moyen de transcendance. Au lieu de cela, il faut l'expérience de la vie pour soi-même. Ainsi, après avoir décrit l'esthétique des paysages entourant sa cabane et ses habitudes de ménage occasionnel, Thoreau critique le sifflet du train qui interrompt sa rêverie. Pour lui, le chemin de fer symbolise la destruction du mode de vie pastorale. Il énumère ensuite les sons audibles depuis sa cabane : les cloches de l'église, le meuglement des vaches, le chant du whip-poor-will, le hululement des hiboux, le coassement des grenouilles et le chant des coqs.
V - Solitude (Solitude)
Thoreau évoque les effets positifs de la vie solitaire et proche de la nature. Il aime être seul : « Je n'ai jamais trouvé de compagnon aussi compagnon que la solitude », expliquant qu'il n'est jamais seul tant qu'il est proche de la nature. Il estime qu'il est inutile de rechercher en permanence le contact avec le reste de l'humanité.
VI - Visiteurs (Visitors)
Thoreau nous parle des personnes qui lui rendent visite dans sa cabane. Parmi les 25 ou 30 visiteurs se trouve un jeune bûcheron canadien-français, que Thoreau idéalise car il est la figure de l'homme idéal, menant une vie simple, tranquille et solitaire. Il parle aussi d'un esclave fugitif que Thoreau aide lors de son voyage vers la liberté au Canada.
VII - Le champ de haricots (The Bean-Field)
Thoreau porte ses efforts sur la culture de deux acres et demi de haricots. Il les plante en juin et passe ses matinées d'été à désherber le terrain avec une houe. Il vend presque toute sa récolte et son petit bénéfice de 8,71 $ couvre ses besoins.
VIII - Le village (The Village)
Thoreau se rend dans la petite ville de Concord chaque jour ou presque pour y glaner quelques commérages, qu'il estime « aussi rafraîchissants, à leur façon, que le bruissement des feuilles. » Néanmoins, il compare, affectueusement mais avec un certain mépris, Concord à une colonie de « rats musqués ». Il raconte ensuite un événement qui s'est déroulé quelques années auparavant. À la fin de l'été, il a été arrêté pour avoir refusé de payer les taxes fédérales, mais libéré le lendemain. Il explique qu'il refuse de payer les impôts à un gouvernement qui soutient l'esclavage.
IX - Les étangs (The Ponds)
À l'automne, Thoreau randonne en campagne et écrit ses observations sur la géographie de l'étang de Walden et ses voisins : l'étang de Flint (ou Sandy Pond), White Pond, et Goose Pond. Bien que l'étang de Flint soit le plus important, les favoris de Thoreau sont Walden Pond et White Pond. Ils sont aussi « beaux que des diamants », selon lui.
X - La ferme Baker (Baker Farm)
Lors d'une promenade dans les bois, Thoreau est surpris par un orage et se réfugie dans la misérable cabane de John Field, un pauvre ouvrier irlandais, qui survit là avec sa femme et ses enfants. Thoreau l'invite instamment à vivre dans les bois une vie simple mais indépendante, en se libérant ainsi lui-même de ses employeurs et de ses créanciers. Mais l'Irlandais ne renoncera pas à ses rêves de luxe, qui constituent le rêve américain.
XI - Considérations plus hautes (Higher Laws)
Thoreau se demande si la chasse des animaux sauvages et la consommation de leur viande est une bonne chose. Il conclut que le côté primitif, animal de l'homme le pousse à tuer et manger des animaux, et qu'une personne qui transcende cette propension est supérieure à celles qui ne le font pas. En plus d'être abstème et adepte du végétarisme, il fait l'éloge de la chasteté et du travail.
XII - Voisins inférieurs (Brute Neighbors)
Thoreau discute brièvement des nombreux animaux sauvages qui sont ses voisins à Walden. Une description des habitudes des perdrix est suivie par une fascinante bataille entre les fourmis rouges et noires. Il prend dans sa cabane trois des combattants et les examine sous un microscope. La fourmi noire tue les deux petites rouges. Plus tard, Thoreau prend son bateau et essaie de suivre un plongeon de l'étang.
XIII - Pendaison de crémaillère (House-warming)
Après avoir récolté des baies dans les bois, Thoreau construit une cheminée et plâtre les murs de sa cabane pour se protéger du froid de l'hiver imminent. Il se trouve aussi de bonnes réserves de combustible et exprime son affection pour le bois et le feu.
XIV - Premiers habitants et visiteurs d'hiver (Former Inhabitants; and Winter Visitors)
Thoreau relate l'histoire des personnes qui vécurent autrefois aux environs de l'étang de Walden. Il parle ensuite des quelques visiteurs qu'il reçoit durant l'hiver : un fermier, un bûcheron et un poète et ami, William Ellery Channing.
XV - Animaux d'hiver (Winter Animals)

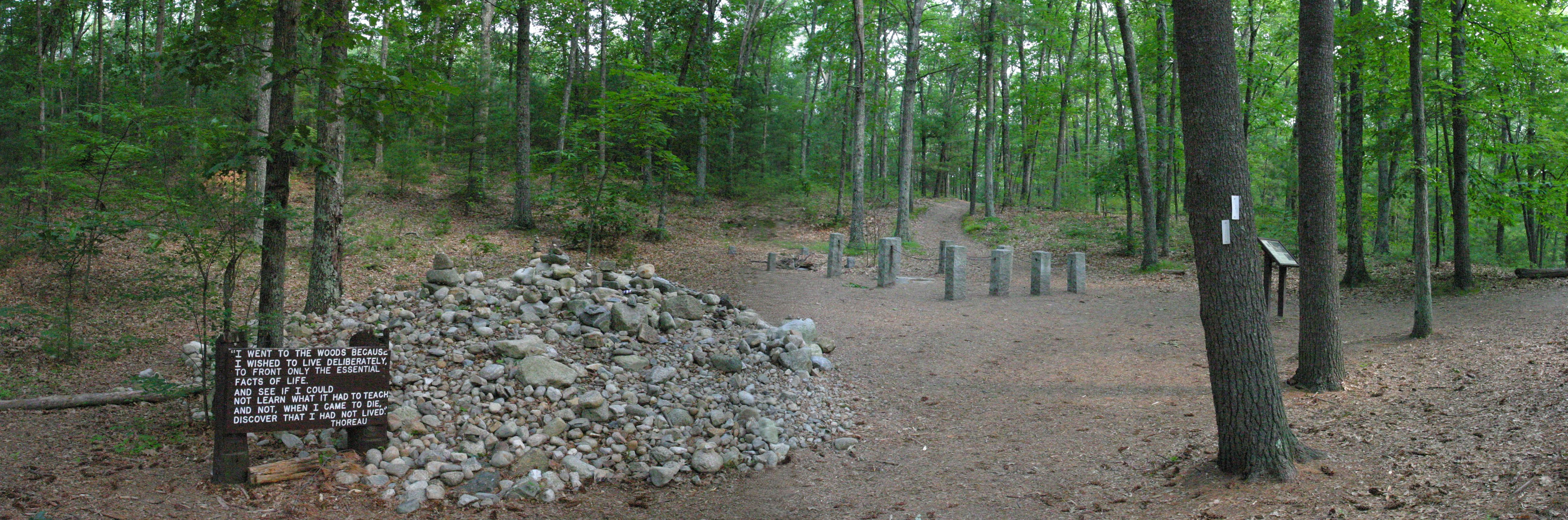
Panorama photographique du Thoreau's Memorial à Walden Pond.

Thoreau s'amuse à regarder la vie sauvage durant l'hiver. Il relate ses observations sur les hiboux, lièvres, écureuils roux, souris et différents oiseaux, et la manière dont ils chassent, chantent, et mangent les petits morceaux et le maïs qu'il leur a laissés. Il décrit aussi la chasse au renard qui passe à côté de sa cabane.
XVI - L'étang en hiver (The Pond in Winter)
Thoreau décrit l'étang de Walden comme il apparaît en hiver. Il prétend avoir sondé ses profondeurs et avoir localisé une sortie souterraine. Il raconte ensuite comment cent ouvriers sont venus couper de grands blocs de glace de l'étang, expédiés dans les différents États et pays, tellement l'eau de « Père Walden » est pure.
XVII - Le printemps (Spring)
Comme le printemps arrive, Walden et les autres étangs fondent avec grondements et fracas. Thoreau aime regarder le dégel et s'extasie alors qu'il est le témoin de la renaissance de la nature. Il regarde les oies reprenant leur vol vers le nord et un faucon jouant isolément dans le ciel. Comme la nature semble renaître, le narrateur fait de même. Il quitte Walden le 8 septembre 1847.
XVIII - Conclusion (Conclusion)
Ce chapitre final est plus passionné que les précédents. Il y critique la conformité : « S'il nous arrive de ne point marcher au pas de nos compagnons, la raison n'en est-elle que nous entendons un tambour différent ? Allons suivant la musique que nous entendons quels qu'en soient la mesure ou l'éloignement. » Ainsi, les hommes peuvent trouver le bonheur et l'accomplissement de soi. « Je ne dis pas que John ou Jonathan se rendront compte de tout cela ; tel est le caractère de ce demain que le simple laps de temps n'en peut amener l'aurore. La lumière qui nous crève les yeux est ténèbres pour nous. Seul point le jour auquel nous sommes éveillés. Il y a plus de jour à poindre. Le soleil n'est qu'une étoile du matin » est l'ultime phrase de l'ouvrage.

### Genèse du manuscrit
Présenté comme une narration biographique authentique et quasi spontanée, Walden est en réalité un livre consciemment travaillé. « L'archéologie du texte, ou étude de l'avant-texte, permet de découvrir […] que Thoreau s'est éloigné du simple compte-rendu de son séjour dans les bois tel qu'il l'annonce dans « Économie ». Les nombreuses transformations, ajouts et ratures, révèlent les hésitations, les possibilités multiples qui se sont présentées, et laissent apparaître la contingence minant ce que le narrateur veut présenter comme l'œuvre d'un sujet unifié, pleinement maître de son destin » explique Michel Granger. Thoreau ambitionne d'expliquer son comportement, celui qui le conduit à rechercher l'isolement, par l'écriture d'un roman à dimension autobiographique. Walden est alors un ouvrage de justification, et dont les réécritures sont largement influencées par les questions des contemporains de Thoreau qui lui ont été délivrées à la suite de son geste de retrait. C'est en effet une conférence, donnée en 1847 et intitulée « Histoire de moi-même », à Concord, qui procure à Thoreau les quelques éléments qui forment le début actuel de Walden. Cependant, dès 1838, Thoreau avait le projet d'écrire un poème sur Concord qui aurait détaillé le paysage, dont l'étang de Walden,.

### Versions
De nombreux chapitres ou passages proviennent du Journal de Thoreau. Shanley cite, par exemple, le chapitre « Le Printemps ». Il en déduit donc que la part du biographique spontané y est peu représentée et que les chapitres « ne sont donc pas des transcriptions chronologiques de sa vie à l'étang. » La composition chronologique s'appuie au contraire sur les notations spontanées du Journal. Il semble que Thoreau ait voulu faire de Walden non un roman du retour à la nature (« la vie dans les bois ») mais bien un écrit de « naturalisation » de la pensée et du langage. D'ailleurs, toujours selon James Shanley, Thoreau décide en 1862 de biffer le sous-titre de la première édition (« Ou la vie dans les bois ») afin de « supprimer une fausse annonce de piste » et ainsi de garder la résonance poétique de « Walden », pour éviter que le livre ne soit lu de façon trop littérale. Le manuscrit est donc complexe dans sa genèse et James Shanley a retracé la chronologie des sept versions de Walden :
1. I de fin 1846 à septembre 1847 ;
2. II et III en 1848-49 ;
3. IV modifications profondes et extension en 1852 ;
4. V introduction des titres de chapitres en 1853 ;
5. VI de fin 1853 à début 1854 ;
6. VII de février à mars 1854 ;
7. VIII version « bon à tirer » pour l'imprimeur en avril-mai 1854.

Ces diverses versions renseignent sur le travail stylistique apporté par Thoreau : « l'important avant-texte de Walden prouve que Thoreau a hésité, travaillé, s'est laissé emporter par la force des formules concises, la musique rythmée des mots ou le pouvoir de séduction d'une métaphore. » Le travail des phrases et des tropes est en effet constant, d'une version à l'autre — le manuscrit a plus que doublé de volume après 1847 — la structure de l'ouvrage étant esquissée dès le départ. Ce travail, « retravaillé pendant une période qui excède largement le séjour dans les bois », en pointillé, fait du manuscrit une production hétérogène et discontinue, « une mosaïque, [ou] le collage d'une multitude de fragments autonomes. » et qui n'a rien d'une « création linéaire » mais qui tient bien plutôt « du recyclage et de l'assemblage de fragments autonomes. »

### Carte deWalden Pond

Carte de l'étang de Walden, avec les sites relatifs au passage de Henry David Thoreau.
Agrandissez cette image

L'édition de Walden comporte une carte de l'étang et de ses environs immédiats réalisée par Thoreau. Unique illustration dans l'ouvrage, ce plan dévoile les talents, réels, de cartographie de Thoreau. La finalité de cette carte est de prouver que Thoreau a bien effectué le sondage (« sounding ») de l'étang, action principale du chapitre XVI, « L'étang en hiver », au moyen de « boussole, chaîne et sonde. » Thoreau a ajouté en effet à sa carte une vue en coupe du lac, suivant ses sondages réguliers. Profitant de l'hiver, il effectue des trous à intervalles réguliers pour sonder la profondeur de l'étang, mystère qui enflammait son imagination depuis son arrivée. La découverte de cette profondeur devient par la suite un symbole de pureté et de transparence, à la fois matérielles et spirituelles.
La carte dévoile également que la longueur de l'étang est de 0,55 miles. Elle renseigne aussi sur son désir de faire de Walden Pond un sanctuaire. Il fait en effet apparaître, à l'ouest du plan d'eau la voie ferrée de la Fitchburg Railroad reliant Concord à Fichtburg afin de symboliser l'empreinte humaine de la déforestation sur le paysage naturel, d'autant plus que la desserte a été inaugurée le mois même où Thoreau s'est installé sur les rives de l'étang, en mars 1845.

## Autobiographie romancée

### Raisons
Souvent abrégé par Walden, le récit Walden ou la Vie dans les bois (Walden or Life in the woods) est l'œuvre majeure de Thoreau, celle que le public retient continuellement. Ce n'est ni un roman ni une véritable autobiographie mais une critique du monde occidental et industrialisé, le récit d'un « voyageur immobile », chaque chapitre abordant un aspect de l'humanité sous le style du pamphlet ou de l'éloge. Pour Kathryn VanSpanckeren, Walden est « un guide de vie selon l’idéal classique. Mêlant poésie et philosophie, ce long essai met le lecteur au défi de se pencher sur sa vie et de la vivre dans l’authenticité. La construction de la cabane, décrite en détail, n’est qu’une métaphore illustrant l’édification attentive de l’âme ».

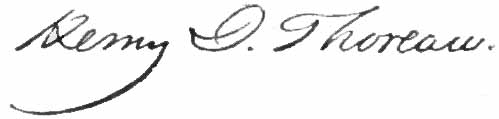
Signature de Henry David Thoreau.

Walden est aussi une œuvre de restauration intime, l'appel à une reconnaissance individuelle et narcissique : « l'installation à Walden est une sorte de déclaration d'indépendance, […] il se rend intéressant, suscite la curiosité, devient centre d'intérêt. » Il a voulu, selon Stanley Cavell, « se placer », afin de mieux habiter le monde. Frederick Garber parle, se référant à la pensée de Heidegger, de at-homeness, de son effort pour se créer un chez-soi dans le monde. Dans Walden, Thoreau fait de son existence quotidienne, banale et modelée sur le rythme de la nature, le moyen d'accéder à une connaissance plus affinée de soi : « son œuvre est en grande partie autoréférentielle, comme si la banalité de sa vie n'avait pas été un obstacle pour parler de soi ».

### Idéalisation
Walden répond au besoin de restauration d'estime de soi de Thoreau, en comblant sa faculté imaginative. Ainsi, l'écrivain adopte plusieurs masques au gré du roman. Après l'épisode de la prison, Thoreau se met en scène et crée son personnage de reclus, qui est « une interprétation de Thoreau, différant des positions observables dans le Journal, par laquelle il représente en action la conscience qu'il a de soi », puis il endosse les traits du philosophe observateur détaché, et, dès lors, « protégé par ce masque aux traits idéalisés, Thoreau se considère présentable, ose affronter des lecteurs ». L'idéalisation de la vie naturelle, de la communion avec les animaux, prend ainsi le pas sur le travail biographique pur. « L'écriture de Walden fut à l'origine celle du Journal, ouvertement autoréférentielle, sans pour cela être autobiographique, puisque la relation quotidienne de quelques événements et pensées reste trop fragmentaire pour constituer la synthèse rétrospective » du tracé de sa vie.
Bien au contraire, la dimension autobiographique est refusée par Thoreau, qui ne trouve pas dans sa vie un intérêt littéraire pertinent. Après l'échec de son premier ouvrage (Une semaine sur les fleuves Concord et Merrimac, vendu seulement à 300 exemplaires), Thoreau pensait devoir montrer de quoi il était capable et Walden est en somme une « restauration narcissique » capable de lui permettre de rejoindre le cercle transcendantaliste. On peut donc parler d'une « autofiction » par laquelle Thoreau cherche à « frapper l'imagination ».

### Réconciliation
En dépit de ces diverses causes externes, il semble que ce soit un besoin personnel qui ait motivé le geste de Thoreau. Il s'agit dans un premier temps de réconcilier réalité et idéal. Selon Leo Stoller en effet, le jeune Thoreau d'avant Walden demeure pétri d'un idéalisme platonicien, marqué par la division entre le désir et la réalité alors que celui transformé par la retraite volontaire est plus mature et plus consensuel. Ce « conflit entre spiritualité et univers sensoriel » est, selon Alain Suberchicot, « l'un des paradigmes de l'écriture d'environnement » propre à Thoreau. Le symbole de cette recherche d'unité est le sondage du fond de Walden Pond entrepris au chapitre XVI (« L'étang en hiver ») et par lequel Thoreau réconcilie une vision mystique de la nature avec celle plus pragmatique. Thoreau prend dès lors conscience que la Terre a une profondeur et une complexité, à son image. Cet accomplissement, que Leo Stoller nomme la « doctrine de la correspondance » est la condition première d'un regard neuf sur la nature mêlant mysticisme et science ; par l'écriture, Thoreau crée la « présence sans présence » de la conscience écologique.
Par ailleurs, la finalité de Walden est de réintégrer la société des hommes. « La relation à la nature a paradoxalement constitué le lieu privilégié de sa réflexion sur le sens de la condition humaine : son évitement d'une observation directe de la société réalise un détour qui mène pourtant à l'humain ». Ce qui peut paraître comme une « dérobade » devant le rapport aux hommes a pourtant pour objectif de « retourner parmi eux pour leur offrir le modèle d'une vie supérieure ». Comme l'enfant, il redémarre à nouveau son existence, il tente un « retour au monde indifférencié de la première enfance ». Ainsi, selon Gilles Farcet, « Walden est tout le contraire d'un livre pessimiste. »

## Genre inclassable

### Essai narratif
Qualifié par Maurice Couturier d'« essai narratif » car étant à la croisée de plusieurs genres littéraires, Walden est un roman hybride difficile à classer, un « patchwork textuel ». En raison de cette part du discours narratif, James Shanley considère l'ouvrage comme tenant davantage du roman que de l'autobiographie : « Walden n'est pas une chronique datée de deux années passées par Thoreau dans les bois ; ce n'est pas non plus un manuel sur la façon de vivre seul en dépensant peu d'argent, manuel qui serait organisé en rubriques séparées et bien définies ; ni un argument construit de manière rigoureuse en vue de montrer qu'il avait raison et que les autres avaient tort. C'est plutôt une combinaison exceptionnelle des trois : chronique, essai didactique et argumentation visant à convaincre ».
Le discours rhétorique est en effet très présent dans Walden, à travers les constantes digressions explicatives et démonstratives de Thoreau, qui tendent souvent à délivrer un message politique et philosophique. La rhétorique de Thoreau est ainsi profondément influencée par celle, religieuse, de la Nouvelle-Angleterre du XIXe siècle selon Richard H. Dillman. La nature permet à Thoreau d'avoir un discours critique sur la société des hommes. Selon Alain Suberchicot, l'art de Thoreau a été de faire « parler l'écosystème » qui « recèle de multiples leçons » par un « didactisme discret » conjoint d'une « projection du monde naturel dans le monde humain. »

### Héroïsme romantique
Selon Stanley Cavell, Walden est un « livre héroïque », dans la lignée de ceux de John Milton et qui est aussi l'épopée moderne des États-Unis. « L'écrivain emboîte le pas à la grande tradition de la poésie anglaise » et encore romantique ; il s'inspire de la révolution française comme évènement épique contemporain. La « retraite littéraire » de Thoreau ressemble de près à celle des romantiques, elle « engendre une version du « saint visible », comme les Congrégationalistes puritains appelaient le membre de l'assemblée des fidèles ». La confrontation agonistique que le narrateur thoreauvien établit entre lui et le monde des hommes, symbolisé par le village de Concord, le place ipso facto dans la posture romantique de l'individu en marge des lois et de l'État. Il fait remarquer d'ailleurs, non sans ironie, que sa cabane est installée à proximité du siège d'une bataille. L'identification, très souvent convoquée, avec l'Indien, locataire d'un continent américain encore vierge, appartient également au registre lyrique propre à Thoreau.

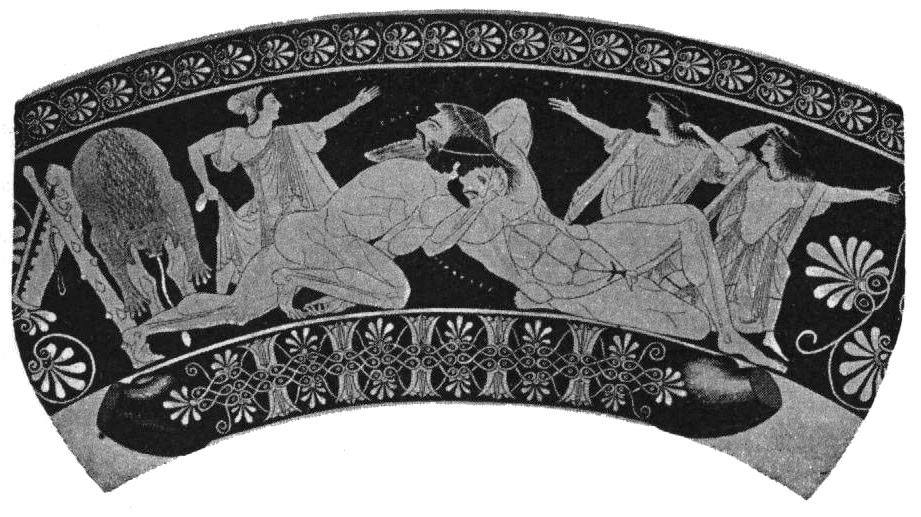
« Héraclès combattant le géant Antée », détail d'un cratère attique d'Euphronios (musée du Louvre — G103).

Thoreau semble s'être bâti une fiction, en « jouant à l'Indien dans les bois » et en s'identifiant souvent au mythe grec d'Antée, en particulier lorsqu'il cultive son champ de haricots. Le narrateur se représente également souvent à Robinson Crusoé quand il utilise son isolement pour rebâtir un monde à partir des éléments que lui offre la nature. Pour Michel Granger, Walden est plus proche de la robinsonnade que de l'autobiographie, même romancée. Les actions de Thoreau revêtent par conséquent une dimension héroïque, comme autant de « gestes spectaculaires » qui constituent une extériorisation de soi permettant de s'observer, comme « dans un miroir déformant ». Michel Granger parle ainsi de Walden comme d'une « déformation grandiloquente » de la part de son auteur.

### Roman philosophique
Le philosophe Stanley Cavell parle du « pouvoir dialectique du livre », de « sa capacité à se commenter soi-même et à se mettre soi-même en situation », pouvoir semblable à ceux des écrits de Marx, Kierkegaard et Nietzsche.« Une fois dedans, il semble qu'il n'y aura pas de fin ; dès que vous vous accrochez à un mot il se fractionne ou se multiplie en d'autres mots » ajoute-t-il. Outre la recherche d'une langue claire et efficace, la dimension philosophique passe surtout par les nombreuses dénonciations en règle de la société établies par Thoreau. « Le territoire de Walden constitue une aire de fuite où le narrateur récuse un principe fondateur de la société américaine, la propriété » et que symbolise notamment le personnage du fermier Flint, qui a donné son nom à un lac des environs, sous le prétexte qu’il en est le propriétaire. Tel est également le sens donné à son refus d'acheter une ferme, contrat qui aliénerait sa liberté.
Selon le poète et philosophe américain Kenneth White, à travers Walden, « Thoreau est l'une des premières figures du dehors » (c'est-à-dire de la nature dans le vocabulaire de White) de la culture américaine. Ce dernier interroge en effet la pensée de son pays et, contrairement à Walt Whitman, Thoreau n'est pas encore américain, au sens citoyen des États-Unis : il est en effet solitaire dans un paysage qui pour lui n'est pas la propriété de ses habitants colonisateurs. En somme, selon Kenneth White, cette caractéristique propre à Thoreau, explicite dans Walden, fait de lui « un anarchiste de l'aurore. »

### Roman fondateur dunature writing
« Scribe de la nature », Thoreau a créé, à travers Walden un genre littéraire nouveau, dont on peut cependant retrouver déjà les traces dans les écrits du vicaire naturaliste Gilbert White qui l'influence : le nature writing. Pour Alain Suberchicot, l'écriture d'environnement a été marquée par trois phases dont la première s'épanouit avec Henry-David Thoreau, John Muir, John Burroughs et Gifford Pinchot, aux alentours de la fin du XIXe siècle, aux États-Unis. Ce genre, appelé également le « pastoralisme » (pastoralism) par Lawrence Buell, se distingue par le fait que la nature y est l'objet principal de l'écriture. La rédaction d'un journal est aussi un trait générique mais l'élément essentiel est que la nature occupe une place revalorisée. Dans Walden, la nature est un pôle positif face à celui, négatif, de l'homme. Sur ce point, Thoreau est à contre-courant de son époque car, pour les puritains, la forêt est un lieu maléfique. Le travail poétique de Thoreau vise même à neutraliser cette dichotomie fondamentale entre le monde humain d'une part et le monde non humain d'autre part et « constamment il montre que la distinction humain/non-humain, fondée sur des préjugés, est bien ténue ; dans sa vision, la nature s'humanise, tandis que l'homme valorisé se naturalise. »
Plusieurs éléments littéraires font de Walden un écrit d'écologie. Lawrence Buell distingue quatre traits poétiques propres au nature writing — ou « texte environnemental » — et rassemblés dans Walden, écrit fondateur du genre. Tout d'abord, « l’environnement non humain est évoqué comme acteur à part entière et non pas seulement comme cadre de l’expérience humaine ». D'autre part, « les préoccupations environnementales se rangent légitimement à côté des préoccupations humaines ». Plus qu'un protagoniste diégétique, la nature est en effet, dans Walden, la condition d'une redécouverte de soi. La nature y joue un rôle thérapeutique, qui fournit aussi « une sécurité affective » à Thoreau. Ce dernier narre ses expériences au contact du milieu naturel qui sont cependant autant d'« illusions thérapeutiques », selon Richard Lebeaux. Troisièmement, « la responsabilité environnementale fait partie de l’orientation éthique du texte » et, en effet, Thoreau ne cesse de chercher le moyen de refondre l'éthique humaine à partir de son ancrage écologique. Enfin, le texte suggère l’idée de la nature comme « processus et non pas seulement comme cadre fixe de l’activité humaine. »

## Stylistique

### Voix narratives
La spécificité narratologique de Walden est la coprésence, subtile, de plusieurs instances narratives. Richard Lebeaux parle des « persona de Walden ». La première, la plus identifiable, est celle d'un Thoreau idéalisé et sûr de lui. L'écrivain met en scène « son personnage littéraire à des moments qui se prêtent à la narration », lui accordant une voix narrative, celle attachée aux effusions lyriques et élégiaques. La multiplicité des identités auctoriales regroupe également un Thoreau biographe (lorsqu'il évoque son emprisonnement pour avoir refusé de payer un impôt par exemple), un Thoreau-Indien ou encore un Thoreau mythologisé (Antée). L'instance narrative s'animalise également, s'identifiant tour à tour au porc lorsqu'il se sent un groin pour creuser, au plongeon nocturne, au coq solaire, à l'alose, autant d'avatars revêtus par Thoreau pour se penser au sein de la nature.

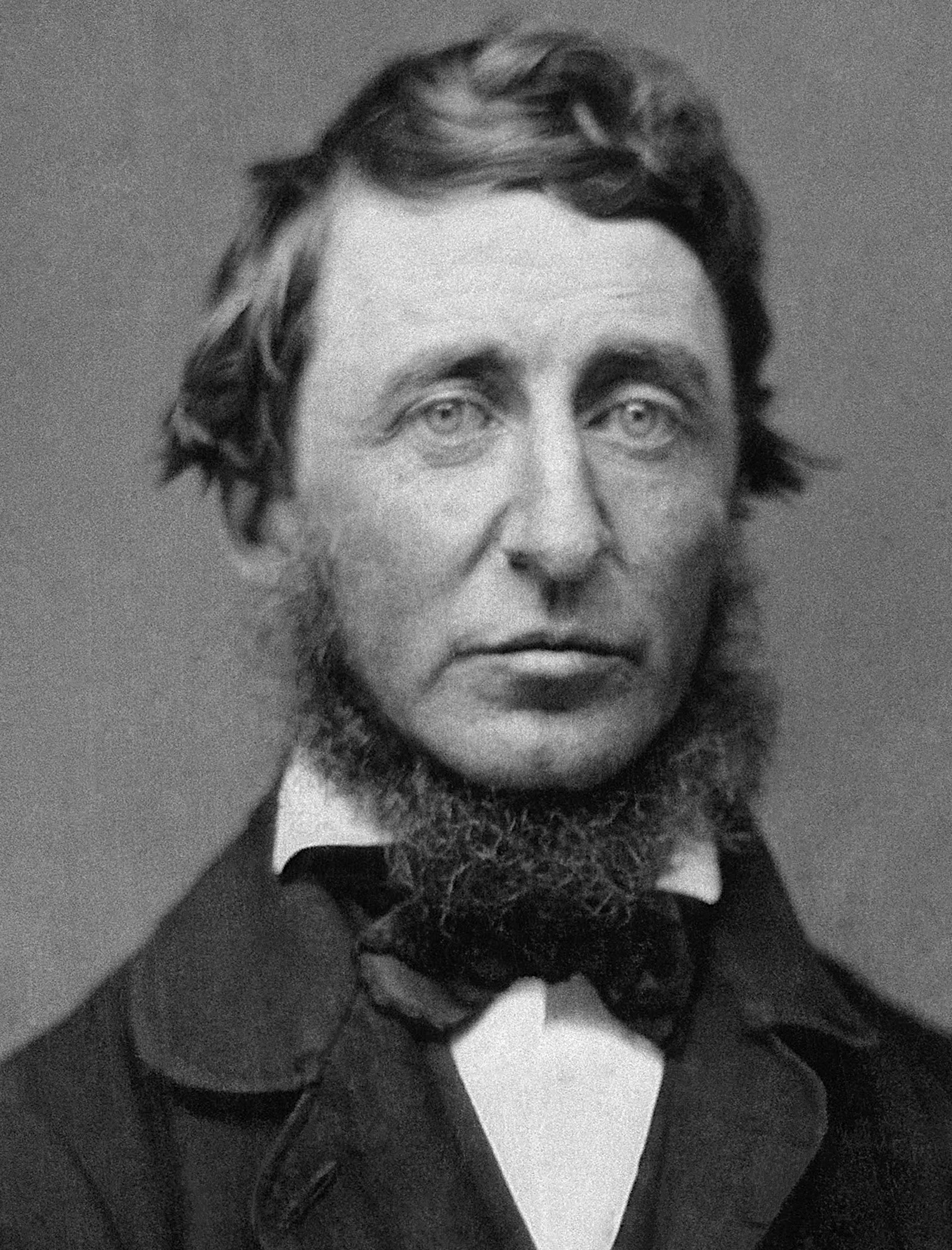
Portrait de Henry David Thoreau en 1856.

Stanley Cavell veut « reconnaître les identités spécifiques de l'écrivain à travers ses métamorphoses, et de décider quels auditeurs en moi ces identités interpellent, et donc engendrent ». Le narrateur est en effet difficilement identifiable tant la polyphonie des voix multiplie les identités et, dès lors, « le narrateur désigne l'instance subjective de Walden, même si elle est susceptible de différer en certains lieux de l'œuvre de l'auteur Thoreau ». Il est néanmoins perceptible une certaine tendance au dédoublement auctorial et, pour, Maurice Couturier, « Walden est une quête d'une rhétorique permettant à l'écrivain de se dire en se dédoublant ». Face à ce narrateur idéal, se tient un lecteur idéalisé mais pourtant méprisé ; s'excusant, au début du récit, auprès du lecteur (qu'il assimile à un poor student, un étudiant pauvre), peu assuré, Thoreau-narrateur prend peu à peu de l'assurance et endosse un rôle autoritaire et moral, voire prend une « distance olympienne ». Pourtant, cette posture assurée n'est possible qu'avec l'écriture de Walden puisque auparavant Thoreau n'excellait pas à l'oral, dans ses conférences.

### Recherche d'une langue poétique
La « langue paternelle » que revendique Thoreau « n'est ni un nouveau lexique, ni une syntaxe nouvelle à notre disposition, mais précisément un ré-investissement dans les syllabes incontournables ». D'ailleurs, selon Stanley Cavell, « le livre s'adosse à la tradition de la poésie topographique. » La recherche d'un média linguistique qui évoque l'essence des choses est constante dans Walden. Ceci passe par la redécouverte des mots précis, des étymologies et des échos stylistiques (prosonomasie) entre les mots. « Les dénombrements sans fin des mots de Walden font [ainsi] partie de son entreprise de sauvetage du langage. » Thoreau rêve d'une « parole-écriture végétale qui ne serait lue ou entendue que par les oiseaux ou les anges ». Le secret de cette langue est possédé par les animaux du bois et par l'étang de Walden et « tout le livre parle du recouvrement prestigieux et possible d'une langue adamique, celle d'une profération poétique où les mots seraient adéquats aux choses. Il s'ensuit que l'animal, de par le fait qu'il est plus proche de la nature, détiendrait le secret de ce babil ancien et mimologique parlé à l'aube des temps. » Il existe donc deux langages : l'un maternel et l'autre paternel ; l'homme doit réapprendre à les parler. Proche de ce que sera plus tard la philosophie de Wittgenstein, Thoreau fait de Walden « une éducation à l'âge adulte pour redonner sens aux mots » ; Walden est ainsi « une entreprise de réappropriation du langage, […] exactement comme le Tractatus-philosophicus, une entreprise de réhabilitation du langage par le silence. »
Plusieurs fois dans le roman, Thoreau écoute les cris animaux, ses « voisins inférieurs », et dont la langue est assimilée aux poèmes humains. Il les imite et tente d'en cerner la signification en laissant libre cours aux associations d'idées. Ses onomatopées et calembours sont la clé de cette langue adamique par laquelle Thoreau souhaite s'affranchir de la littérarité. Par ce travail du sonore, Thoreau entend établir « un protocole de lecture qui a pour fonction d'initier les lecteurs au plaisir du bruit ». La rencontre avec l'écho donne le départ du nouveau langage du narrateur, celui de l'harmonie imitative. Ce dernier lui permet de décrire la nature en donnant à chaque élément de celle-ci un son particulier, en accord avec son essence. Il s'agit d'une initiation car le processus d'acquisition linguistique est progressif. La nature s'humanise et « le meuglement lointain de quelques vaches » semble celui de « certains ménestrels », de même « les whippoorwills chantaient leurs vêpres ». Viennent ensuite les oiseaux qui laissent la place aux chats-huants, comparables à des « pleureuses ». Les animaux semblent articuler de plus en plus leurs langages, et, ce faisant, un sens se forme. Ils ne ressemblent plus à des hommes mais à des poètes : les chats-huants ont ainsi un « cri lugubre véritablement ben-jonsonien », en référence au poète Ben Jonson, contemporain de Shakespeare. En somme, Walden est « la manifestation suprême de cette conscience linguistique exigeante » de Thoreau.

## Poétique

### Travail de l'écriture
La référence poétique, au sens de réflexion sur l'activité et la finalité de l'écriture, est constante dans Walden. « Les travaux des champs servent [ainsi] de trope à l'écrivain, notamment la métaphore du sarclage qui est une mise en image de son travail d'écriture. » Cette introspection, au sein de l'acte d'écrire, n'est possible, selon Thoreau, que par l'activité qui en forme le pendant : la lecture. « Dans Walden la lecture n'est pas simplement l'autre face de l'écriture, sa destination attendue ; c'est une autre métaphore de l'écriture même. » Cette possibilité de dépasser la linéarité du langage est permise par la poésie seule, qui s'apparente pour Thoreau à « un catalogue du paysage ». Le poème liminaire à l'ouvrage, intitulé Concord, forme ainsi son projet d'écriture. La narration de l'ouvrage « soumet sa temporalité au déroulement régulier des saisons », le récit donnant en effet l'impression de se dérouler pendant un an alors que l'expérience réelle de Thoreau dura deux ans et deux mois. Ce procédé lui permet de condenser son expérience et d'en dégager une portée édifiante.
Walden est unique dans tout le corpus thoreauvien. L'alliance des styles objectif et subjectif constitue l'innovation poétique majeure du roman. A contrario de son Journal, ouvrage « n'usant ni de fable ni d'émotion », car pensé comme neutre par son auteur et ne proposant pas un véritable pôle non-humain face à la société des hommes, Walden alterne lyrisme et spéculation scientifique. La recherche d'un langage parabolique est, comme dans son Journal, la préoccupation poétique de Thoreau. L'autre spécificité de l'écriture de Walden réside dans le fait que le texte se présente souvent comme « un assemblage de citations invisibles, phrases, expressions ou images incorporées sans guillemets ni références. » Le texte présente ainsi à chaque instant une multiplicité de sens et dont la dimension intertextuelle relie Thoreau aux grands classiques littéraires.

### Allusions et héritages littéraires
Selon Stanley Cavell, les allusions culturelles sont nombreuses et concernent surtout l'univers religieux. Ces références renvoient principalement au livre d'Ezéchiel, implicitement. Comme le livre biblique, Walden se présente en effet comme un ouvrage à dimension prophétique. D'autre part, des passerelles plus explicites parsèment l'ouvrage : « celui qui l'écrit a reçu l'inspiration « des eaux » ; le livre est écrit en captivité […] ; il finit sur des recommandations précises pour la construction d'une maison » enfin. Les textes prophétiques des Écritures sont de manière générale présents dans Walden à travers quatre traits stylistiques : le balancement nerveux du narrateur entre lamentation et espoir, la confusion périodique des identités (narrateur/Dieu) et la présence de glossolalies, la mission d'apporter le trouble à la société humaine (de « juger la ville sanguinaire » — Ezéchiel, 22:2), les répétitions et polysyndètes enfin.
Les allusions concernent aussi le domaine littéraire antique. Les moments épiques sont ainsi autant de paraboles qui parodient la guerre de Troie. Par exemple, la scène de désherbage du champ de haricots (chapitre VII, « Le champ de haricots »), ou encore le combat titanesque de deux fourmis représentant Achille et Hector (chapitre XII, « Voisins inférieurs »), sont autant de reprises burlesques des épisodes héroïques de L'Iliade. Thoreau « tourne en dérision la fabrication même des paraboles, ces leçons de morale tirées de la nature. » Les références littéraires ou mythologiques concernent aussi le monde hindou ou bouddhiste. La Bhagavad-Gîtâ, que Thoreau a contribué à faire découvrir aux États-Unis, est régulièrement convoquée dans Walden. Thoreau découvre en effet la littérature védique en 1841, alors qu'il vit chez Emerson. Il ne cesse, depuis, de parsemer ses œuvres, et en particulier Walden, d'allusions à la culture hindoue, aux Lois de Manu, mais aussi au yoga. Les tropes, symboles et analogies très souvent utilisés par Thoreau vont de pair avec les mythes grecs ou bibliques. L'ensemble permet en effet à Thoreau de « constituer un langage privé qui permette de déployer puis communiquer son propre mythe ».

### Isotopies et espace littéraire
Les isotopies littéraires principales de Walden sont de deux types. La poétique du spring (le « printemps » en français) d'abord, comme la nomme Bertrand Rougé, est, chez Thoreau, liée à la métaphore récurrente de la plante qui pousse ses racines dans le sol pour mieux s'élever vers le ciel et le soleil. Cette symbolique renvoie à celles de la « source », et du « surgissement » de la phusis émergeant de la terra firma. L'autre isotopie convoquée est celle de la terre vivante. Les descriptions du lieu choisi progressent, au fil de l'œuvre, vers une personnification mystique. Ce lieu choisi par Thoreau pour édifier sa cabane rustique est lui-même symbole de « la synthèse recherchée entre ses propres tendances contradictoires : une clairière, espace lumineux et fertile, défriché, gagné sur la forêt obscure ». Le lac enfin lui offre un espace de spiritualisation, en plus d'être un locus amœnus à destination spéculaire.
Le lexique employé, ainsi que les connecteurs logiques, font des descriptions thoreauviennes un modèle d'explication. Cependant, l'art de Thoreau consiste à alterner moments d'objectivité et moments de subjectivité et, dans ce fait, réside la « sensibilité pré-écologique ». Cette attitude paradoxale, mobilisant personne et non-personne, trait du roman psychologique, permet la constitution d'un espace poétique double : celui du commentaire poétique (figuratif, contemplatif) et celui du commentaire prosaïque (scientifique, objectif), domaine de la situation auctoriale. Cet espace double permet l'unité de l'espace littéraire énonciatif au sein du chronotope de l'œuvre. Le « je » de l'expérience humaine et l'indéfini de la nature y sont fusionnés en une seule entité, objet autoréférentiel. Ainsi, le sondage de l'étang convoque une métaphore par laquelle réalité matérielle et image spirituelle se réunissent. Alain Suberchicot nomme cet espace l'« épistémocentrisme » maîtrisé de Thoreau.

## Thématiques

### Entreprise de recentrement
La retraite de Thoreau rappelle par bien des côtés l'expérience faite par Jean-Jacques Rousseau dans la forêt d'Ermenonville. Walden est en effet un « catalogue de pertes » selon Stanley Cavell, tentative de la part de Thoreau pour renouer avec sa nature intérieure. C'est ainsi qu'il faut comprendre les nombreux paradoxes dans l'œuvre, notamment celui qui veut « que le plus intime est aussi le plus éloigné ». D'autre part, il semble avoir recherché son enfance à travers Walden, ce qu'il évoque par une énigmatique métaphore demeurée célèbre : « je perdis un chien de chasse, un cheval bai et une tourterelle », ainsi que par le mystère de la profondeur insondable du lac.

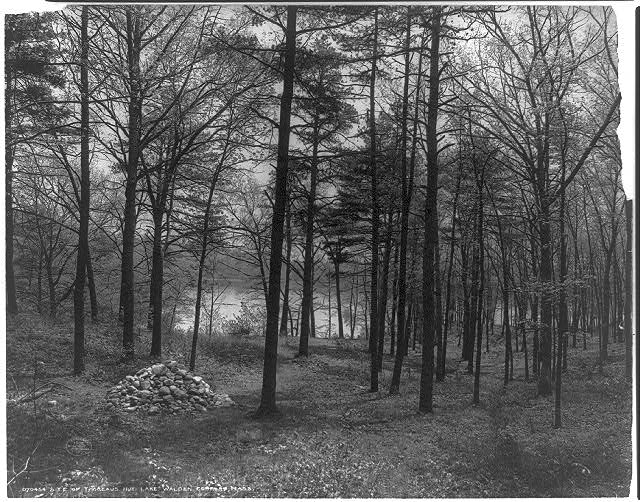
Photographie de Thoreau's Cove, lieu où l'auteur de Walden édifia sa maisonnette.

Le recentrage de Thoreau lui permet d'entrevoir une nouvelle relation avec la nature, le cosmos. Il s'agit pour lui de la placer à la périphérie de son existence ; ni trop éloignée ni trop proche, la nature doit devenir le voisin de l'homme. Cette place accordée aux sentiments et émotions de l'individu, en relation constante et harmonieuse avec le naturel, procure de fait à l'auteur une position démiurgique. Cette position philosophique mais aussi pratique (qui se rapproche de celle défendue par le transcendantaliste Henry Hedge qui proclame que le « travail de la vie » permet le « déploiement de notre nature individuelle » — « the perfect unfolding of our individual nature ») pousse Thoreau à rejeter la société industrielle et à chercher une conduite personnelle en dehors des normes sociales en vigueur.

### «Plongée dans le non humain»
En ayant choisi « l'immersion dans la nature pour se régénérer » Thoreau « s'individualise par une plongée dans un environnement non humain, par un enracinement, selon un mouvement vers le bas qui contraste avec la polarité ascensionnelle évidente de l'imaginaire transcendantaliste. » Selon Michel Granger, ce « retrait volontaire » lui permet de contrôler son rapport à autrui et ce qui s'apparente, de l'extérieur, à une « bouderie narcissique » est en fait une « protestation [qui] débouche sur la construction de soi. » Cette posture éclaire le concept de « désobéissance civile » qui connote involontairement l'infantilisme du comportement face au « mauvais père que constitue l'État ». Cependant, Walden ne peut être résumé à une décision puérile et spontanée.
La dimension heuristique est constitutive du geste thoreauvien car « à Walden, il simule une expérience dans laquelle quelques paramètres de la vie peuvent être isolés. » Robert Harrisson parle de Walden comme d'« une pédagogie du détachement » car l'écriture mène à explorer l'univers du non humain, constitué de la nature matérielle et de la nature intérieure de l'homme. Ce non humain est en effet l'objet de son entreprise solitaire et, par cette retraite volontaire, Thoreau affirme, dans Walden que « la vie a bien un fond ».

### Observation et imagination
« Il y avait suffisante pâture pour mon imagination. Le plateau bas de chênes arbrisseaux jusqu'où s'élevait la rive opposée de l'étang, s'étendait vers les prairies de l'Ouest et les steppes de la Tartarie, offrant place ample à toutes les familles d'hommes vagabondes. »

— Chapitre II, « Où je vécus, et ce pourquoi je vécus »

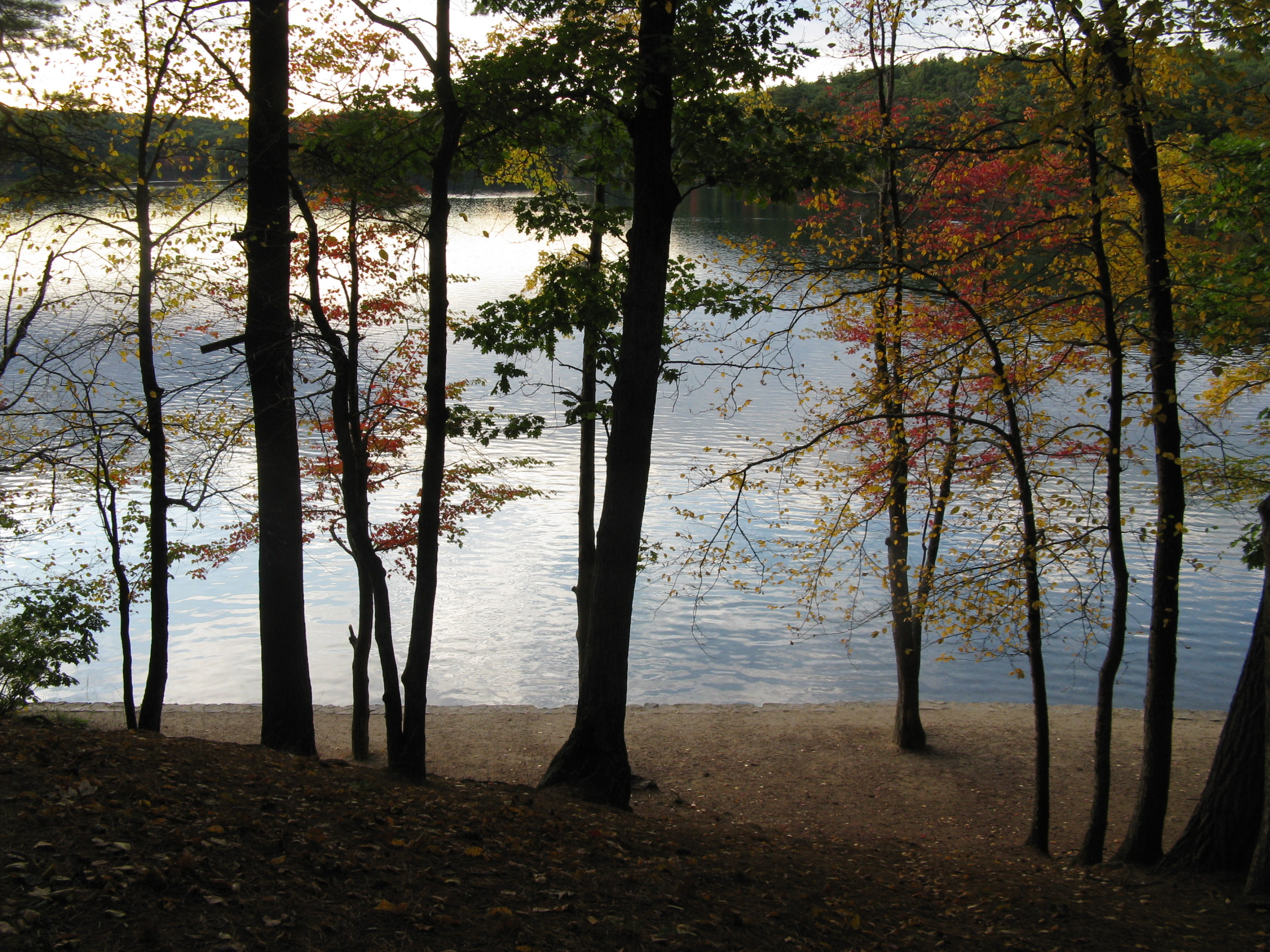
L'étang de Walden en octobre.

Roman naturaliste à bien des égards, Walden narre les longues observations de Thoreau qui, de scientifiques, dérivent peu à peu vers la rêverie éveillée. En effet, « Thoreau campe dans ses plus menus détails le microcosme animal et végétal qui l'entoure, et puis soudain, dans la même page, dans le même paragraphe parfois, sa pensée se métaphorise, s'épanouit en rêveries prébachelardiennes » explique Maurice Gonnaud. Ce dernier considère qu'un tel cheminement de la pensée, de la perception à l'imagination, traduit le « couronnement ontologique » élaboré par Thoreau qui, dès lors, s'éloigne de la méthode transcendantaliste, prônée notamment par son « maître », Ralph Waldo Emerson. Le philosophe de Concord, quant à lui, « circonscrit le champ de son observation, en organise les données, en dégage le sens par la mise en place d'un réseau métaphorique soigneusement maîtrisé » alors que Thoreau cède au contraire « à la pulsion désordonnée de son imaginaire ». Chez Thoreau, « la perception est capable de combler la distance qui sépare la spiritualité de l'expérience sensorielle. »
Ces digressions imaginaires entraînent souvent Thoreau dans une identification à l'objet naturel. Il semble se complaire dans « l'épaisseur du monde et dans ses effets corrélatifs de transparence » et s'enchanter de ce balancement de l'objet au sujet, de la perception au sens. Thoreau s'identifie régulièrement au lac de Walden et « les limites de son moi disparaissent, mais en contrepartie, le paysage est aménagé, anthropomorphisé ». Cette écriture a cependant une finalité : Thoreau cherche dans Walden une « naturalisation » du style, en réduisant la présence de l'observateur et en refusant les interprétations symboliques.

### Le «Père Walden»
L'étang de Walden joue un rôle central au sein du roman de Thoreau. Véritable protagoniste, il est aussi le symbole de tous les mystères de la nature. « Lieu sacré de l'origine, ce sanctum sanctorum qu'est tout marécage est la manifestation de la Terre opaque et brute qui est au fondement de toute expérience, de tout Monde, de la Sainte Terre, celle que Thoreau dit être à l'origine étymologique de « randonner » : to saunter. » La symbolique lacustre est marquée par l'isotopie de la transparence à laquelle celle de la profondeur de la terre fait écho. L'opacité, les minéraux, le passé humain qui a existé avant sa cabane et les quelques traces que l'étang laisse distinguer, son caractère insondable également, font de Walden Pond le centre de l'action dramatique.
L'étang constitue pour Thoreau son idéal du moi, ce dernier rêve en effet « d'une habitation hypèthre, permettant de relier terre et ciel. » La rencontre avec l'étang est aussi une parabole de l'écriture. Les minces couches de glace au moment du dégel évoquent le travail de l'écrivain sur sa feuille de papier. Il représente ce que les Hindous nomment, signale Gilles Farcet, un « point de jonction », celui de deux éternités : celle du changeant et celle du non-changeant. De même, l'étang est à maintes reprises comme un océan de sagesse et Thoreau l'identifie au fleuve sacré de l'Inde, le Gange, auquel s'oppose l'étang de Flint, situé non loin de Walden Pond, symbole du sacrilège. La pureté de l'étang va de pair avec sa profondeur, deux thématiques très liées dans Walden.

### La sagesse deWalden
Ceux qui vivent

dans la tempête de la vie politique

ont besoin pour survivre

de contacter le lac paisible

au-dedans d'eux-mêmes.

C'est au bord d'un tel lac que vivait Thoreau.

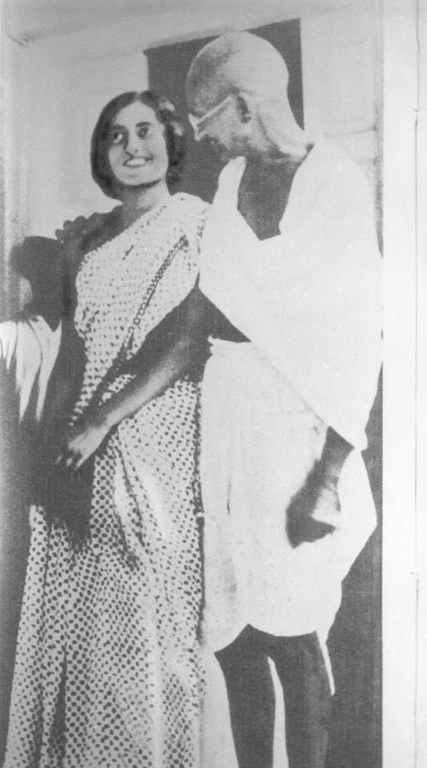
Le Mahatma Gandhi et Indira Gandhi, vers 1930. Cette dernière a écrit un poème en l'honneur de Walden :

Pour Gilles Farcet, bien plus qu'un recueil littéraire, Walden est un livre de sagesse, qui, à l'instar de la tradition hindoue et védique, proclame la recherche intérieure. Il fait d'ailleurs remarquer que plusieurs auteurs indiens ont salué en Thoreau un « esprit proche du leur », ainsi : Shreekrishna Sarma, auteur d'un article sur les influences orientales de Thoreau, Kamala Bhatia, qui a écrit un ouvrage sur son mysticisme, mais aussi Mahatma Gandhi et Indira Gandhi, cette dernière ayant rédigé un court poème célébrant Walden. Le récit de la retraite de Thoreau s'apparente à une « sensation d'éveil à partir de laquelle » qui le conduit ensuite vers une pleine sensation d'être puis à une expansion de la conscience « proche de [celle des] Rishis védiques et des yogis. » Thoreau ne recherche pas la solitude pour fuir, mais bien pour se changer et, ensuite, témoigner, à la manière de l'éveillé. Refusant la théorie, il n'a pour seul souci constant, dans Walden, de ne parler que « sur la base de son expérience » seule. Ne possédant pas de guide spirituel, Thoreau va néanmoins se mettre sous l'autorité de ce que les Hindous nomment le « Gourou intérieur », sorte de sagesse inconsciente personnelle.
Walden est ainsi une entreprise de redécouverte du Soi intime. L'énigmatique phrase « je perdis un chien de chasse, un cheval bai et une tourterelle » doit s'entendre, pour Gilles Farcet comme une allusion à un état de conscience supérieur vécu par Thoreau à l'étang de Walden. Le mouvement rapide, suggéré par ces trois animaux cités, ferait ainsi référence à « la nature évanescente et insaisissable de l'expérience. » Son langage est lui-même significatif ; à la fois sibyllin et ésotérique, il indique la gravité du propos et son caractère intime. Comme les auteurs des textes hindous, il part de constatations et cherche à ouvrir les yeux de ses concitoyens. Selon Thoreau, et à l'instar de Bouddha et des Upanishads, la souffrance de l'homme provient de ce qu'il pense être. Il appelle donc à un « perpétuel matin », semblable à celui du Brahma. L'écrivain Henri Michaux voit ainsi en Walden un livre de sagesse qui, avec ceux de Walt Whitman, tranche avec la tradition de souffrance de la littérature européenne.

## Roman du retour à la nature

### Sources naturalistes
Avant Walden, Thoreau parcourt aisément les principaux traités naturalistes de son époque. Sa première acquisition en ce domaine est l'ouvrage botanique Florula bostoniensis : A Collection of Plants of Boston and Vicinity (1824) de Jacob Bigelow. Alors qu'il est étudiant à Harvard, il lit le traité physico-théologique de William Smellie : The Philosophy of Natural History (1790). Il se rend fréquemment à Boston pour se documenter à la Société d'Histoire naturelle. Mais les modèles qui l'ont le plus directement influencé demeurent, selon Donald Worster, les écrits de Gilbert White et Carl von Linné (il recopie des passages entiers des remarques de Linné dans son Fact Book où il consigne ses notes de lecture), puis Alexander von Humboldt, et ce dix ans avant sa mort. Il découvre enfin l'évolution des espèces chez Étienne Geoffroy Saint-Hilaire. Cependant, Thoreau se montre toujours méfiant vis-à-vis des sociétés scientifiques de son temps, déclinant même l'invitation à rejoindre l'American Association for the Advancement of Science, en 1853. La pensée scientifique de Thoreau provient surtout de celle de George Perkins Marsh, auteur de Man and Nature (1864), ouvrage dans lequel il est expliqué que la nature est un équilibre en perpétuelle recherche de stabilité. Selon Leo Stoller, Thoreau est par conséquent un conservationniste et c'est à partir de la nature que doivent se fonder, selon lui, la société et l'éthique des hommes.

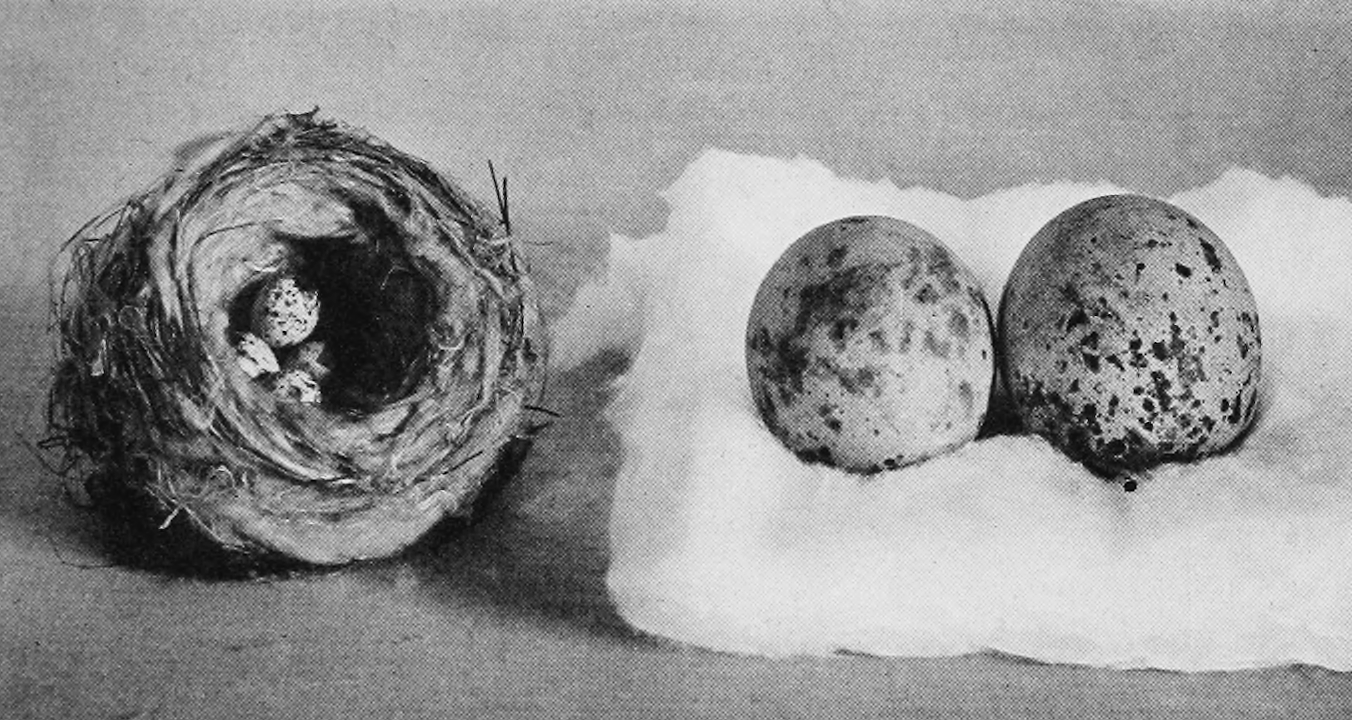
Nid et œufs d'oiseaux recueillis par Henry David Thoreau et conservés au Natural History Museum de Boston.

Les nombreuses observations naturalistes de Thoreau à travers Walden dévoilent sa connaissance des théories de son époque ainsi que sa capacité à appréhender les phénomènes naturels au moyen d'une démarche scientifique. Plusieurs de ses observations passent en outre pour les premiers documents scientifiques du Massachusetts. Il note ainsi la mort du dernier lynx dans une commune voisine de Concord en 1860. Il est aussi pionnier dans la prise de conscience de la disparition des grandes forêts naturelles américaines, signalant qu'en 1880 il ne restait plus que 40 % de terre boisée dans le Massachusetts. Toutefois, pour Leo Stoller, l'intérêt réel de Thoreau pour la forêt et la botanique ne commence qu'en 1850, après sa retraite à Walden, donc à un moment où il projette sur la nature ses idéaux utopiques et où « il idéalise les arbres ».

### Harmonie avec la nature
La nature joue un rôle capital dans Walden, voire un rôle moteur. Longue reconquête de la spontanéité perdue face au naturel, le roman conduit Thoreau à renouveler sa représentation et sa place dans le monde, jusqu'à reconnaître les liens intimes qui existent entre Gaïa et l'humanité : « la terre que je foule aux pieds n'est pas une masse inerte et morte, elle est un corps, elle possède un esprit, elle est organisée et perméable à l'influence de son esprit ainsi qu'à la parcelle de cet esprit qui est en moi » explique-t-il en 1851. Il parle ailleurs de « terre vivante » et de « grande créature ». Thoreau donne à ses contemporains l'exemple d'un rapport actif avec la nature (la wilderness américaine), en dehors de toute contemplation romantique et il s'élève contre la société à laquelle il oppose le concept de « simplicité volontaire ».
Alain Suberchicot parle, à propos de la position philosophique de Thoreau élaborée au fil de Walden (mais aussi de son Journal), de « défi épistémologique » car il tente de montrer « comment la présence humaine et le paysage interagissent ». Thoreau nous montre que le paysage a la capacité de résister à l'action humaine mais aussi que l'homme doit équilibrer le milieu et aider la nature à faire jouer ses forces homéostasiques. En ce sens, Walden propose une « contre-idéologie du paysage ». Le paysagiste américain Ian McHarg (auteur de Design with Nature) s'inspire de cette idée, dont Thoreau est le pionnier. Cette relation, devenue intime, avec la nature permet à Thoreau de redéfinir jusqu'à l'acte d'écriture : il « définit son idéal littéraire par la capacité de l'écrivain à se soumettre à l'influence de la nature, à transposer la sauvagerie encore si largement présente sur le Nouveau Continent. Il emprunte au nationalisme littéraire américain l'idée selon laquelle les vastes étendues désertiques constituaient une ressource précieuse que l'Europe n'avait plus à sa disposition pour se redonner de l'énergie ».

### Nouvelle éthique
Thoreau montre constamment « que la distinction humain/non-humain, fondée sur des préjugés, est bien ténue ; dans sa vision, la nature s'humanise, tandis que l'homme valorisé se naturalise ». Il insiste ainsi sur le « caractère thérapeutique de la nature » qui lui fournit aussi une sécurité affective, notamment dans sa relation avec la femme. Cette proximité intime avec la nature, quasi personnifiée, lui permet de lutter contre toute tentation charnelle et l'aide à demeurer lié au réel. De cette position, Thoreau entrevoit une nouvelle éthique qui lui permettrait de « se laver de la souillure pour aller vers la spiritualité en commençant par reconnaître le corps nié, réconcilier le « divin et la brute » en somme. Cette éthique est une synthèse plutôt qu'une rupture totale et misanthrope ; s'affichant comme « un promeneur oisif au pays de l'éthique protestante du travail, insistant sur la primauté du loisir et de la contemplation », Thoreau ambitionne de créer une raison qui « prétend aussi régenter, avec la même sûreté et un égal bonheur le champ de ce que l'on appelait naguère encore la vie morale. » Cette éthique thoreauvienne est marquée par son puritanisme et s'affiche comme une véritable foi puisque le « narrateur de Walden est profondément convaincu de l'omniprésence de la morale au cœur de toute existence ».

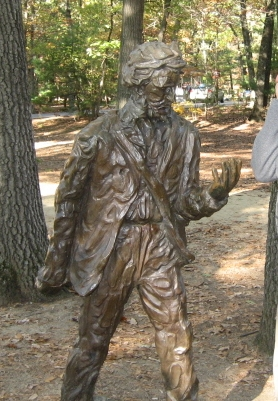
Mémorial de Henry David Thoreau près de sa cabane de Walden Pond.

La figure de ce bûcheron canadien, rencontré au chapitre « Visiteurs », est le symbole de cette éthique renouvelée et revivifiée, inséparable d'une théorie philosophique et que Thoreau annonce déjà dans ses premières années, dans son discours de réception de diplôme, à Harvard, intitulé L'esprit commercial des temps modernes et son influence sur le caractère politique, moral et littéraire d'une nation (1837). L'« épopée moderne » de Walden commence par le chapitre « Économie », qui constitue un portrait moral des États-Unis et à travers lequel Thoreau évoque la nécessité d'acquérir un regard neuf, contre le règne du « désespoir stéréotypé ». Esprit lucide, objecteur de conscience et critique de la société des hommes, Thoreau rêve d'une action nouvelle, dictée par le retour à un ordre moral puisant dans le réalisme naturel. C'est surtout dans le chapitre « Économie », placé « sous le signe de l'habit, de l'abri, de l'habitat et de l'habitude » et qui constitue « une réflexion sur la construction, l'architecture et l'habitation » que Thoreau présente cette éthique renouvelée, revenant ainsi à l'étymologie même de l'économie (oikos : la « maison » et nomos : la « règle »), discipline « énonçant la « loi » ou la « règle » de la « maison ».

### Mythe américain
« Épopée de l'Amérique » selon Stanley Cavell, Walden est reconnu comme l'un des modèles du caractère américain par Lawrence Buell ; l'ouvrage est en effet parmi les dix livres qui ont façonné la culture nord-américaine. Selon Stanley Cavell, le roman assume la majorité des mythes typiquement américains : « À travers le Chanteclair de Walden, par son clairon et sa dévotion à la philosophie et aux plus admirables histoires de l'espèce, l'écrivain prend à son compte les deux archétypes du folklore américain qu'a repérés Constance Rourke : le Yankee, et le Coq de combat des régions reculées. Il tient d'eux l'art de tromperie, l'aptitude aux échanges vifs et aux traits d'humour ». Thoreau renouvelle le symbole de la frontier américain, car « avec la rédaction de Walden, il fait de son petit domaine expérimental un territoire culturel américain, espace de projection d’un Ouest sauvage, revu et corrigé par son système de valeurs. » En cela, et par ses échos culturels multiples, Walden est une saga de l'« américanité » car l'Amérique y est représentée comme « la promesse d'une terre sur laquelle on pourrait fonder un nouvel ethos, un nouveau mode d'habitat sur terre ».
Cependant, et malgré l'originalité de sa démarche de retrait, Thoreau demeure dans l'idéologie dominante et « reprend à son compte le mythe du pionnier indépendant vivant au contact de la nature, volontaire, individualiste ». Il fournit à l'Amérique une incarnation personnelle de son mythe fondamental selon Robert D. Richardson en introduisant dans son écrit la spatialisation double propre au paysage nord-américain et qui oppose de manière hermétique la « wilderness » (le « sauvage ») et la « tameness » (le « domestique »), dans la continuité de la culture religieuse américaine d'alors. La première est le royaume de l'essence des choses alors que la seconde marque le règne de l'homme, de l'altérité des choses. Thoreau a assimilé cette opposition culturelle et la dépasse même.

### Influence sur la pensée écologiste
Walden est l'un des premiers livres américains à avoir pu créer un courant de pensée et une des raisons pour lesquelles il n'y est cependant pas parvenu est que la culture américaine n'a jamais vraiment cru à sa capacité de produire quelque chose qui vaille sur le très long terme, elle-même exceptée. À la fois écologiste de terrain actif et philosophe de la nature dont les idées ont été largement en avance sur son temps, la biographie et l'œuvre de Thoreau « donnent un parfait exemple de l'attitude romantique envers la terre et de la philosophie de plus en plus complexe et sophistiquée de l'écologie. Thoreau constitue une remarquable source d'inspiration et de référence pour l'activisme subversif du mouvement écologique actuel » remarque Donald Worster. Le rayonnement de Thoreau a également marqué l'écologie politique. Les principaux thèmes de Walden (proximité avec la nature, retraite volontaire, critique de la société politique et industrielle, expression de « désobéissance civile ») sont en effet repris par les paysans du Larzac et par José Bové.

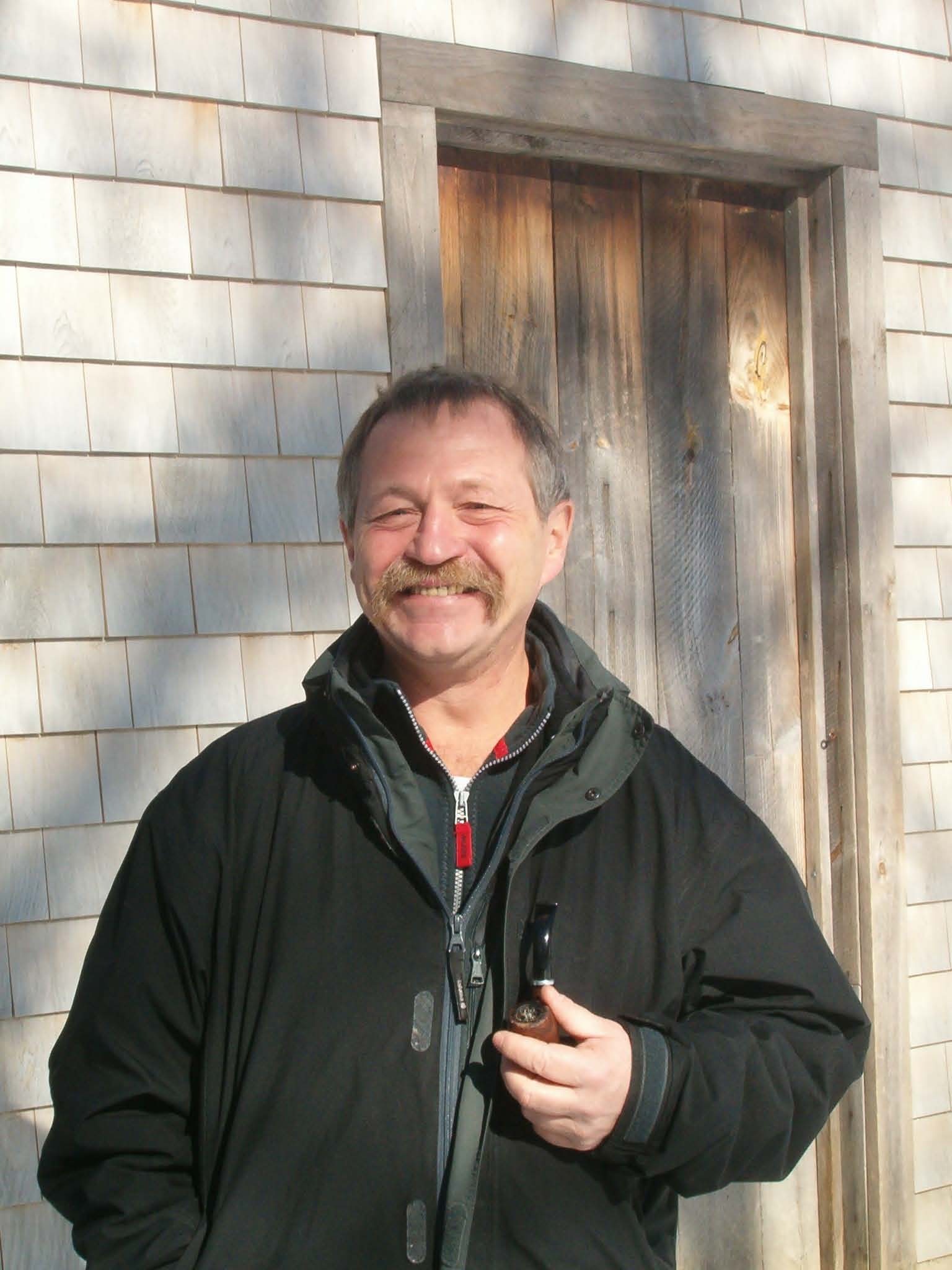
José Bové devant la cabane reconstituée de Thoreau à Walden Pond.

Des études modernes, dont celles de Lawrence Buell (The Environmental Imagination : Thoreau, Nature Writing and the Formation of American Culture, 1995) ont montré l'actualité de la pensée de Thoreau à ce propos, pensée qui nourrit jusqu'à l'écologie profonde, l'environnementalisme et le monde libertaire, celui de Murray Bookchin et de Paul Goodman. François Duban évoque l'influence moderne de Thoreau dans L'écologisme aux États-Unis (2000). La philosophie de Thoreau serait ainsi à l'origine de l'aménagement du territoire américain pour Michel Granger. Par son écriture, « Thoreau renforce l'idée de protection du monde naturel en effaçant le sujet qui perçoit. » Pour François Specq la contribution de Thoreau à la naissance de l'idée de parc national, aux États-Unis, est réelle et date de 1858, dans le chapitre « Chesuncook » des Forêts du Maine (1864). Thoreau est aussi à la source de la tradition littéraire évoquant l'« apocalypse environnementale ». Cependant, si ses observations écologiques sont indéniablement modernes, « la conscience préservationniste de Thoreau est esthétique, sentimentale et morale plutôt que proprement écologique ».

## Réception et postérité

### Publication et réception aux États-Unis
Dès les premiers mois passés à Walden Pond, Thoreau fascine certains de ses contemporains et en irrite d'autres. En effet « quelques autres s'étant joints à lui, ils reçurent le nom de « secte de l'étang de Walden » et furent classés parmi les trois principaux groupements religieux de Concord, après les Unitariens et les Congrégationalistes » résume Donald Worster. Publié le 9 août 1854 chez Ticknor and Fields (Boston), la plus prestigieuse maison d'édition nord-américaine du XXe siècle, avec en couverture un dessin de la cabane de Thoreau par sa sœur, Sophia Thoreau, Walden est d'abord tiré à 2 000 exemplaires, vendus chacun pour 1 $, mais le stock ne sera écoulé qu'en 1859. La première année, toutefois, 1 750 unités sont vendues. Par ailleurs, Walden n'est reconnu comme une œuvre majeure de la littérature américaine que par les générations ultérieures, à l'instar de Moby Dick d'Herman Melville ou de Leaves of Grass de Whitman. Ce « succès modeste » de Thoreau, son premier en réalité, lui permet en premier lieu d'être reconnu au sein du cercle transcendantaliste. L'écrivain George Eliot, dans un numéro du Westminster Review de janvier 1856, admire la profonde sensibilité poétique de Walden. Il en est de même d'Emily Dickinson, qui possédait dans sa bibliothèque, une édition de Walden, portant de petites marques au crayon.

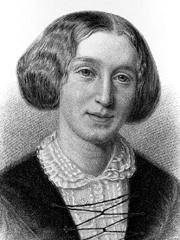
L'écrivain britannique George Eliot est la première à admirer l'œuvre de Thoreau.

De 1870 à 1880 de nombreuses critiques attaquent Thoreau, arguant que son mode de vie est irresponsable et détraqué. Le poète John Greenleaf Whittier condamne ainsi Thoreau, le jugeant « très mauvais et païen » et expliquant que ce dernier cherche à renvoyer l'homme à une vie animale et dégradante. Un second tirage de Walden est toutefois effectué en 1862, l'année de la mort de Thoreau.
Mais c'est vraisemblablement en 1913, dans son ouvrage The Spirit of Americain Literature que John Macy reconnaît l'importance des implications politiques et sociales de Walden. En 1926, Lewis Munford, dans The Golden Day, voit en Thoreau un fondateur de l'esprit pionnier américain. Dans les années 1930, la biographie de Thoreau écrite par Henry Seidel Canby (Thoreau, 1939) est un best-seller aux États-Unis. La Thoreau Society of America est fondée en juillet 1961, à Concord et elle aménage les rives de l'étang de Walden. En 1941 F. O. Matthiessen, dans The American Renaissance, fait de Walden l'une des œuvres maîtresses de la littérature américaine du XXe siècle. Depuis sa première édition, Walden a été publiée près de 150 fois,. Sous la direction de Walter Harding, William L. Howarth et de Elizabeth Witherell, le projet de regrouper toutes les œuvres de Thoreau, intitulé The Writings of Henry D. Thoreau, au sein des éditions de l'université de Princeton, a élaboré le volume de Walden en 1971.

### Réception en France
En France, la réception de Walden est tardive, alors même que dans tous les autres pays européens l'ouvrage a été traduit très tôt. La première critique, en France, date du 15 septembre 1887 et paraît dans la Revue des deux Mondes. Il s'agit d'un article de Thérèse Bentzon, intitulé « Le Naturalisme aux États-Unis » dans lequel l'essayiste se montre très chauvine puisque toute son argumentation tend à démontrer que Thoreau souhaite, par son écriture, revenir à ses origines françaises. Dans le numéro du 1er novembre 1896 de la Revue blanche, A. Phélibé écrit une préface à sa traduction de Essai sur la désobéissance civile. Il critique Thoreau qui fait l'apologie du retour à l'état de nature. Thoreau est toutefois bien accueilli en France. Dans Le Mercure de France, Jane Alexandre compare l'art de Thoreau à celui de Cézanne, voyant un rapprochement dans leur volonté commune de suggérer la substance intemporelle des choses en réorganisant les formes.
Régis Michaud, l'un des premiers universitaires français à travailler en Amérique, note que Thoreau est « mystérieux », qu'il écoute parler l'Erdgeist, « l'esprit de la terre, et qu'il cède à un panthéisme sombre et saturnien, qui le rapproche de la lignée des écrivains aventureux comme Melville ou Whitman ». Ce n'est qu'après 1930 que l'œuvre de Thoreau disparaît du devant de la scène littéraire, et il faut attendre l'après-guerre et la mondialisation pour que Walden devienne un ouvrage central de la pensée libertaire, avec l'étude de Micheline Flack, Thoreau ou la sagesse au service de l'action (1973). Les événements de mai 68 redonnent une actualité politique à Walden ; « fable moderne de l’individu excentrique cherchant à s’émanciper de la tradition », dénonçant le pouvoir de l’argent, la rigidité des conventions sociales et la violence des institutions, raillant « le papotage des journaux et refus[ant] de s’incliner devant le progrès technique » l'œuvre de Thoreau propose « un modèle alternatif centré sur l’individu non-conformiste à l’esprit critique toujours en éveil » dans lequel les jeunes générations se reconnaissaient alors. Enfin, le livre de Kenneth White, La Figure du dehors (1982) permet de redécouvrir Walden.

### Traductions

#### Dans le monde
La première traduction, en langue allemande, est celle d'Emma Emmerich, de Munich et date de 1897. L'édition russe date de 1910, celle en français de 1922, en tchécoslovaque de 1924 et en italien de 1928. Il existe près de 200 éditions de Walden à travers le monde depuis la publication de l'originale en anglais ; quelques éditions furent sponsorisées par le gouvernement américain. 85 % de cet ensemble est formé de traductions dans la majorité des langues européennes. Il existe 50 éditions dans les différentes langues asiatiques, dont une version en japonais dès 1911. Le gouvernement indien édita une cinquantaine de traductions dans les langues les plus courantes, en l'honneur de l'influence de Thoreau sur Gandhi. Avec La Désobéissance civile, Walden est l'œuvre de Thoreau la plus traduite dans le monde.

#### En France
La première traduction, de 1922 est celle de Louis Fabulet, qui découvre Walden par l'entremise d'André Gide. Auparavant, Marcel Proust s'est intéressé le premier, en France, à une traduction de Walden, travail qu'il n'a toutefois jamais entrepris. Gide lit l'original en 1913 et commence une traduction qu'il abandonne au profit de Fabulet. C'est le contexte de la Première Guerre mondiale qui donne sa chance à Thoreau en France, grâce à deux traducteurs : Louis Fabulet (sous le titre La Vie dans les bois, publié en 1922) et Léon Balzagette (Désobéir, 1921, dans lequel il regroupe sept essais politiques accompagné de Walden). Ce dernier met sept années pour traduire Walden. La traduction de Louis Fabulet a été plusieurs fois rééditée.
En 1967, dans la collection bilingue Aubier-Montaigne, est éditée une traduction (avec introduction et notes) par Germaine Landré-Augier, agrégée de l'Université, de "Walden ou La vie dans les bois".
En 2010, une nouvelle traduction est présentée, élaborée par Brice Matthieussent et annotée par Michel Granger. Les jeux étymologiques et la complexité syntaxique des phrases de Thoreau ont davantage été respectés et certains titres des chapitres, revus.
En 2017, les éditions Gallmeister publient, en collection « Totem », une nouvelle traduction, réalisée par Jacques Mailhos.
Versions
À titre d'exemple, voici comment est traduit un passage fameux du chapitre II, « Time is but the stream I go a-fishing in. I drink at it; but while I drink I see the sandy bottom and detect how shallow it is. Its thin current slides away, but eternity remains. I would drink deeper; fish in the sky, whose bottom is pebbly with stars. I cannot count one. I know not the first letter of the alphabet. I have always been regretting that I was not as wise as the day I was born. »
- 1922 : « Le temps n'est que le ruisseau dans lequel je vais pêchant. J'y bois ; mais tout en buvant j'en vois le fond de sable et découvre le peu de profondeur. Son faible courant passe, mais l'éternité demeure. Je voudrais boire plus profond ; pêcher dans le ciel, dont le fond est caillouté d'étoiles. Je ne sais pas compter jusqu'à un. Je ne sais pas la première lettre de l'alphabet. J'ai toujours regretté de n'être pas aussi sage que le jour où je suis né. » (trad. Louis Fabulet)
- 2010 : « Le temps n'est que la rivière où je m'en vais pêcher. Je bois son eau ; et tout en buvant, je vois le fond sablonneux et remarque comme il est peu profond. Son faible courant entraîne toutes choses, mais l'éternité demeure. J'aimerais boire plus profond ; pêcher dans le ciel, dont le fond caillouteux est semé d'étoiles. Je ne peux compter jusqu'à un. Je ne connais pas la première lettre de l'alphabet. J'ai toujours regretté de ne pas être aussi sage que le jour de ma naissance. » (trad. Brice Matthieussent)

### Postérité littéraire

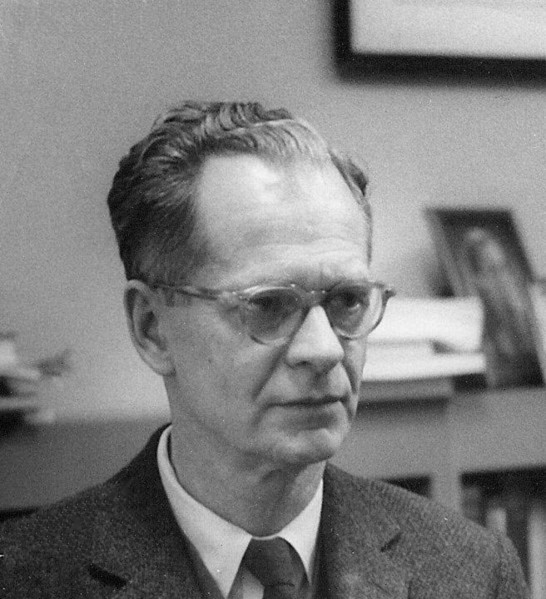
Le psychologue béhavioriste Burrhus Frederic Skinner écrivit un roman à thèse, Walden Two (1948), reprenant les postulats utopiques de Thoreau.

#### Waldenen héritage
Pour Louis Fabulet, Thoreau est le « saint François d'Assise d'Amérique » alors que Romain Rolland parle d'une œuvre qui est « la Bible du grand Individualisme » et dont l'auteur, Thoreau, est aussi « le découvreur de la richesse de l'Inde ». De nombreux écrivains ont été influencés par la pensée pacifiste de Thoreau et par le message écologique de Walden. Jean Giono le compte parmi ses auteurs favoris, explique Frédéric Lefèvre. Walden inspira également William Butler Yeats, le grand poète nationaliste irlandais, qui y fait référence dans son poème The Lake Isle of Innisfree dans le recueil The Countess Kathleen and Various Legends and Lyrics publié en 1893. Thoreau a inspiré d'autres personnalités du monde des arts et des lettres comme Henry Miller (l'incipit de Tropique du Capricorne est une allusion à l'ouverture de Walden), Edward Abbey (Down the River with Henry Thoreau, 1984), Willa Cather (O Pioneers!, 1913), Marcel Proust mais aussi Sinclair Lewis (The American Adam, 1959) et pour qui « Walden est l'un des trois ou quatre indiscutables classiques de la littérature américain », Thomas Merton (qui se retire dans un monastère non loin d'un étang qu'il baptise Monk's Pond en mémoire de Thoreau), Ernest Hemingway, ou encore Elwyn Brooks White. L'architecte Frank Lloyd Wright explique que « l'architecture moderne américaine serait incomplète sans la sage observation du sujet élaborée par Thoreau. »
L'influence de Thoreau et de Walden en particulier sur les écrivains écologistes concerne : John Burroughs, John Muir, E.O. Wilson, Edwin Way Teale, Joseph Wood Krutch, Rick Bass (son roman Winter, publié en 1999, est organisé de manière semblable à Walden) ou encore le poète Kenneth White. Jim Harrison revendique également l'héritage littéraire de Walden.
Walden a aussi directement inspiré plusieurs œuvres littéraires. En 1948, le psychologue béhavioriste Burrhus Frederic Skinner écrit un roman à thèse, Walden Two dans lequel il imagine une communauté expérimentale utopique (experimental community) basée sur les idées de Thoreau. Le photographe américain Ian Marshall a ainsi écrit un livre de haïkus intitulé Walden by haiku (2009) dans lequel il met en poèmes plusieurs citations de Thoreau. Un album intitulé Walden Pond de Bonnie McGrath, de 2004, illustre le texte de Thoreau. Dans Globalia, roman d'anticipation de Jean-Christophe Rufin et publié en 2004, un des personnages principaux, Puig Pujols, découvre la littérature à travers Walden, qu'il lit en une nuit. Ce dernier lui a été donné par l'association Walden. En 1986, dans Revenants, le deuxième tome de la Trilogie new-yorkaise de Paul Auster, Walden joue un rôle central dans le livre. Le détective privé Bleu, et Noir, l'homme qu'il est chargé de surveiller, partage la lecture de Walden dans leurs huis clos respectifs.

#### Waldenet la Beat Generation

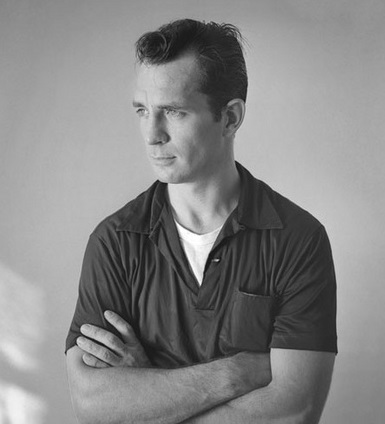
Jack Kerouac en 1956.

Le mouvement littéraire de la Beat Generation, dans les années 1950, possède une forte parenté avec la pensée de Thoreau et avec Walden. Ses auteurs représentatifs : Jack Kerouac, Gary Snyder et Allen Ginsberg, principalement se réfèrent à Thoreau. Le premier est très tôt fasciné par l'expérience de l'auteur de Walden. Son biographe, Gerald Nicosia, rapporte qu'ayant obtenu une bourse pour aller étudier à l'université Columbia, le jeune Jack faillit la refuser pour aller vivre dans les bois, comme Thoreau. Il garde cette « nostalgie d'une existence solitaire » toute sa vie durant alors que par ailleurs c'est Thoreau qui l'initie à la littérature sacrée indienne. Ses romans de voyage Les Clochards célestes, Sur la route et Big Sur témoignent de cet héritage thoreauvien. Les deux premiers décrivent les errances de Kerouac, réglées par l'esprit de liberté et la rencontre avec l'élément naturel alors que le troisième raconte les trois semaines de solitude passées sur une plage californienne. Dans Visions de Cody, Kerouac décrit la déchéance de l'Amérique, rappelant que Thoreau en avait déjà identifié les contours. L'épilogue du roman et l'appel de Kerouac à contempler le jour se lever est selon Gerald Nicosia une allusion directe à la fin de Walden. Selon ce dernier, Kerouac a réussi l'exploit de « réinterpréter la sensibilité de Thoreau selon les termes du XXe siècle ». L'art littéraire de Gary Snyder est également l'héritier de Thoreau. Comme ce dernier, Snyder appelle à considérer ses racines, et notamment celles, indiennes, des États-Unis. Selon lui, la société des hommes ne peut se renouveler qu'en écoutant l'élément non-humain, c'est-à-dire la nature dont il se veut le « député ». Enfin, la pensée politique des écrivains de la Beat Generation se nourrit des concepts de « simplicité volontaire » et de « désobéissance civile » proposés par Thoreau.

### Culture
Des passages de Walden sont cités à l'ouverture de chaque réunion secrète des membres du cercle des poètes disparus (Dead Poets Society) dans le film homonyme de Peter Weir (1989), comme la célèbre citation « sucer toute la moelle secrète de la vie » et notamment la scène où il est annoncé que le secret de la vie est de « saisir le jour » (carpediem). Christopher McCandless ('Alexander Supertramp') de Into the Wild de Sean Penn, sorti en 2007, cite également des passages de Thoreau.
Dans ses Essais avant une sonate (Essay before a Sonata), texte introductif de sa sonate pour piano Concord Sonata, le compositeur Charles Ives évoque plusieurs fois Walden dans le cinquième chapitre consacré à Thoreau. Il témoigne par ailleurs en quoi Walden est une profonde source d'inspiration pour lui et explique pourquoi Thoreau donne une importance fondamentale à la musique de la nature notamment lorsqu'il dit dans son Journal : « Il y a de la musique dans chaque son ».
Plus récemment, le compositeur Loïc Guénin a initié une série de pièces pour petit ensemble instrumental et dispositif électroacoustique intitulée Walden [...]. S'inspirant de la posture et de la pensée de Thoreau, il a composé plusieurs partitions graphiques en référence à des lieux qui lui ont passé commande. Il a également imaginé une installation-composition autour d'une Cabane posée dans le paysage et invitant le public à une pleine écoute sur les paysages environnants.
Dans Walden. Diaries, Notes, and Sketches (1969) le cinéaste d'origine lituanienne Jonas Mekas élabore un journal sous forme filmographique, de 180 minutes.
Dans Globalia (2004), Walden est le nom d'une association de lecture, en référence à Walden ou la vie dans les bois.
En 2018, le chanteur québécois Richard Séguin fait paraître un disque intitulé Retour à Walden. Richard Séguin sur les pas de Thoreau.

## Walden Pondaujourd'hui
L'étang de Walden, grâce à l'œuvre de Thoreau, est aujourd'hui un espace protégé de 462 hectares inscrit comme réserve naturelle (National Historic Landmark) par le National Park Service américain, depuis 1965. Le Walden Pond State Reservation regroupe l'étang et ses environs boisés.
L'ancien membre du groupe The Eagles, Don Henley, créa un fond de protection en organisant des concerts de rock, afin d'éviter la construction de bâtiments d'affaires à proximité du lac,. L'association Walden Woods Project et le Thoreau's Institute ont pour mission de sauvegarder le naturel du lieu qui reçoit annuellement 750 000 personnes. Walden Pond est un parfait exemple, selon Jessie L. Magee, de lieu américain, à la fois naturel et culturel, sauvegardé à la suite d'une importante mobilisation du public.

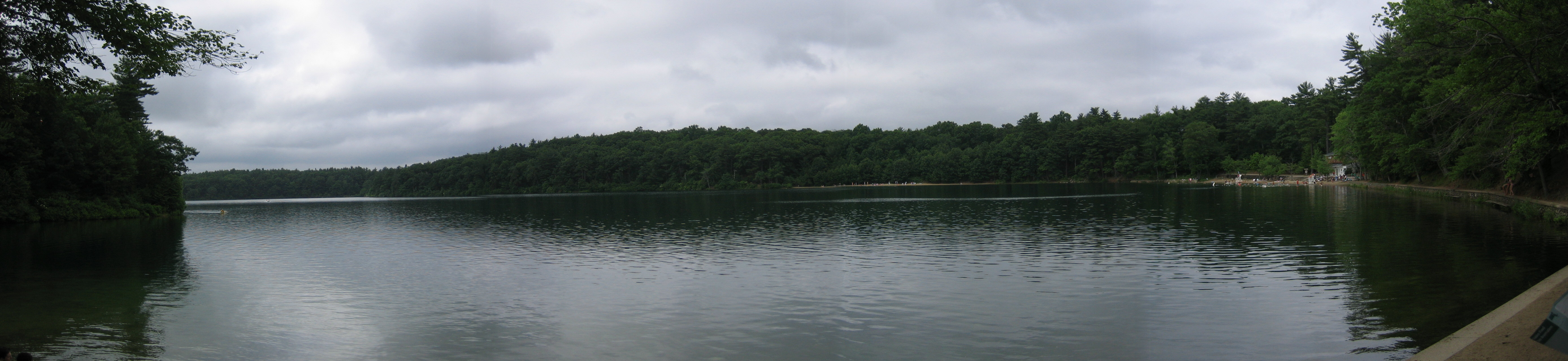